# Plantago
Plantago L., 1753 è un genere di piante angiosperme dicotiledoni della famiglia Plantaginaceae.

## Etimologia
Il nome generico (Plantago) deriva dalla parola latina "planta" che significa "pianta del piede" e fa riferimento alle piatte foglie basali di questa pianta simili a "piante di un piede".
Il nome scientifico del genere è stato definito da Linneo (1707 – 1778), conosciuto anche come Carl von Linné, biologo e scrittore svedese considerato il padre della moderna classificazione scientifica degli organismi viventi, nella pubblicazione "Species Plantarum - 1: 112" del 1753.

## Descrizione

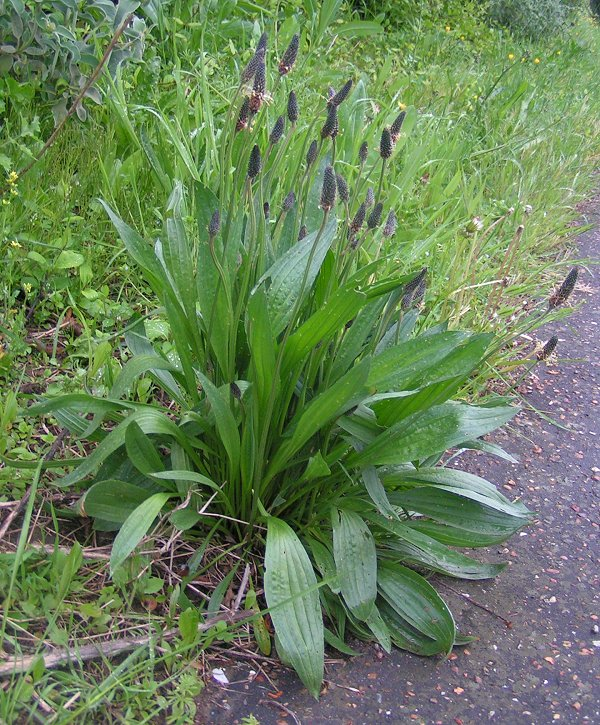
Il portamento
Plantago lanceolata

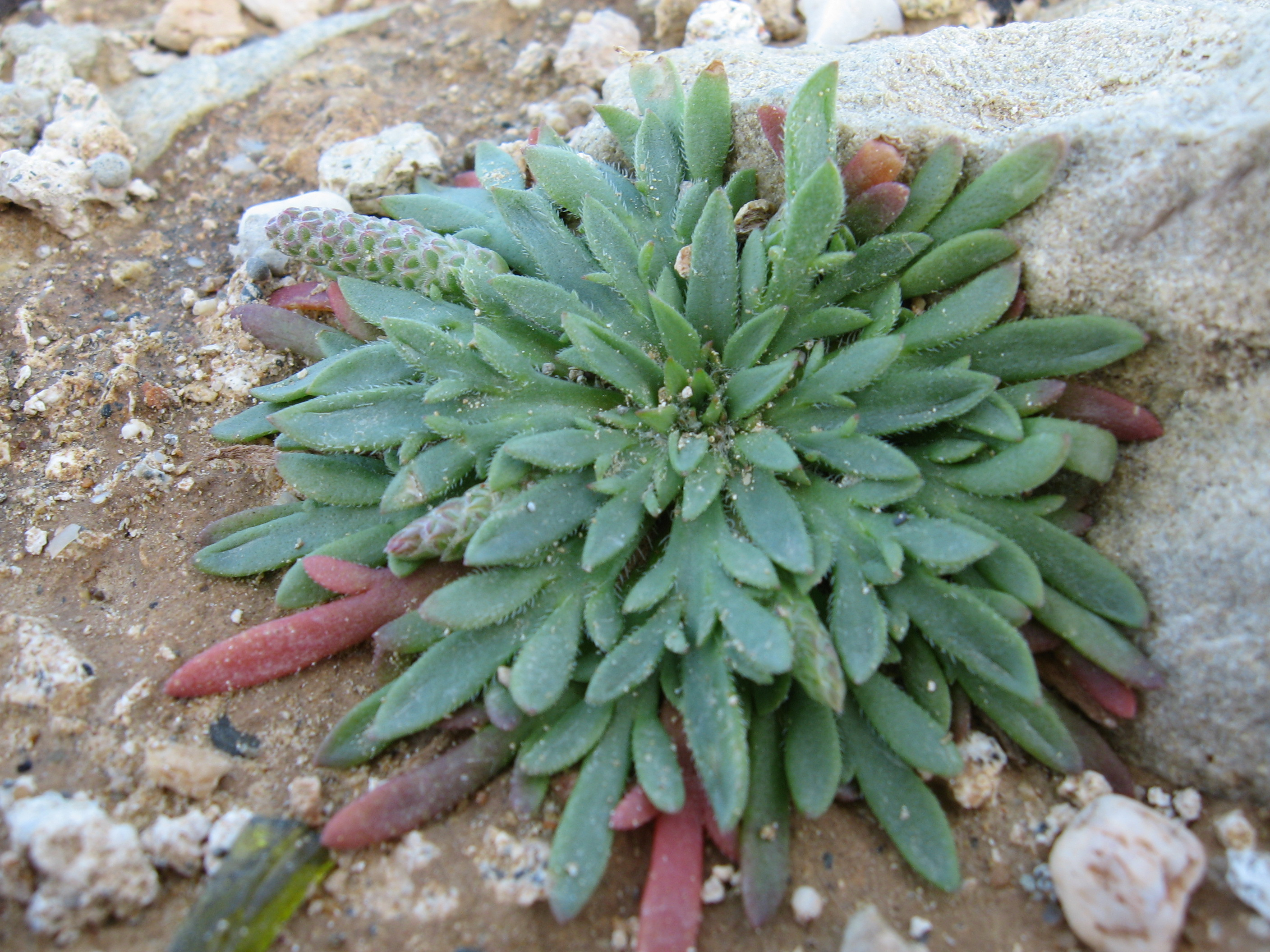
Le foglie
Plantago weldenii

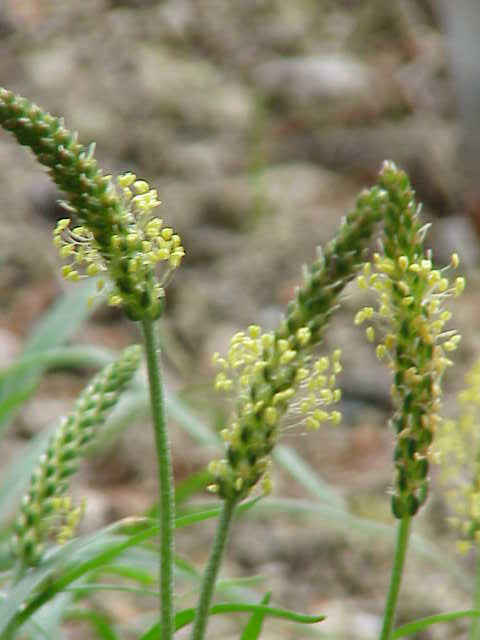
Infiorescenza
Plantago alpina

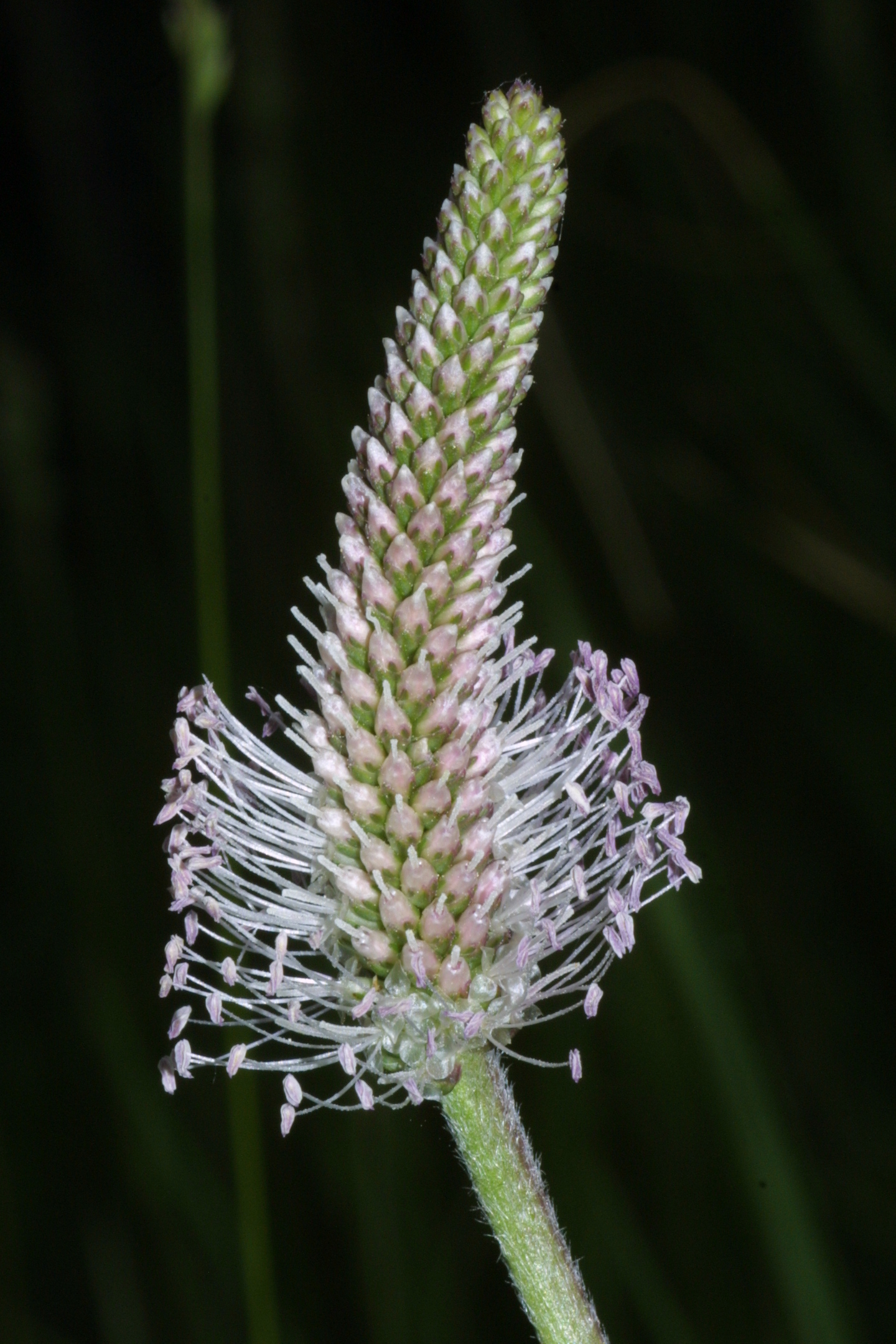
I fiori
Plantago media

Le piante di questa voce hanno una altezza variabile da pochi centimetri fino a quasi un metro. Il portamento è soprattutto erbaceo, ma sono presenti anche piccoli arbusti; poche specie sono acquatiche. La forma biologica prevalente, almeno per l'areale europeo, è emicriptofita rosulata (H ros), ossia in generale sono piante erbacee, a ciclo biologico perenne, con gemme svernanti al livello del suolo e protette dalla lettiera o dalla neve e hanno le foglie disposte a formare una rosetta basale. Sono presenti anche altre forme biologiche come terofita scaposa (T scap) oppure camefita suffruticosa (Ch suffr) o camefita pulvinata (Ch pulv). Sono piante proterogine (gli ovuli maturano prima del polline per evitare l'autofecondazione in quanto sono piante soprattutto anemogame). Possono essere presenti le seguenti sostanze chimiche: glicosidi fenolici, saponine triterpenoidi, flavonoidi e altre sostanze. In genere la pubescenza è formata da peli semplici.

### Radici
Le radici in genere sono secondarie e numerose da rizoma.

### Fusto
La parte aerea della pianta consiste in uno o più assi fiorali (= scapi) allungati e privi di foglie.

### Foglie
Le foglie sono tutte in rosetta basale con disposizione spiralata o alternata e spesso sono persistenti per tutto l'anno. Raramente sono presenti foglie cauline con disposizione opposta. La forma della lamina è per lo più semplice (in poche specie sono pennate o lobate), ovale, ellittica, oblanceolata oppure da lanceolata a strettamente lineare. Il picciolo è fillodiale (ossia è appiattito e slargato e spesso termina verso la foglia in modo alato). La consistenza può essere carnosa o succulenta. Spesso presentano una guaina alla base. La pagina fogliare è percorsa da alcune venature parallele ed è pubescente o subglabra; della peluria può essere presente all'ascella delle foglie. Le stipole sono assenti.

### Infiorescenza
Le infiorescenze sono delle spighe composte da fiori riuniti in gran numero; i fiori sono sessili, piccoli e ridotti in ogni elemento. Raramente sono presenti dei fiori singoli. Ogni spiga è sorretta da uno scapo (= peduncolo) in genere robusto, eretto, angoloso e generalmente pubescente. Nell'infiorescenza sono presenti (oppure no) delle brattee carenate.

### Fiori
I fiori sono ermafroditi, attinomorfi, tetrameri (4-ciclici), ossia con quattro verticilli (calice – corolla - androceo – gineceo) e tetrameri (4-meri: la corolla e il calice sono più o meno a 4 parti).
- Formula fiorale:

X oppure *, K (4-5), [C (2+3) oppure (4), A 2+2 oppure 2] G (2), (supero), capsula.
- Calice:  il calice formato da 4 sepali (raramente 3 o 5) in disposizione embricata è gamosepalo e attinomorfo a forma di tubo terminante con 4 denti (la parte terminale dei quattro sepali). I sepali possono essere leggermente riuniti 2 a 2. Il calice è inoltre persistente.
- Corolla:  la corolla formata da 4 petali è gamopetala e attinomorfa (in realtà i petali da 5 sono diventati 4 per fusione dei due petali superiori). La consistenza è membranosa (o scariosa) ed ha un tubo allungato terminante con 4 lobi patenti. La corolla è interamente glabra, mentre il colore è bianco.
- Androceo: gli stami sono 4 didinami e epipetali (adnati all'interno della corolla) con disposizione alternata rispetto ai petali; la loro lunghezza supera quella della corolla. Le antere sono grosse a due logge con base debolmente sagittata (le sacche polliniche sono divergenti) e deiscenza longitudinale. I grani pollinici sono tricolporati.
- Gineceo: l'ovario è supero formato da due carpelli saldati (ovario biloculare; ma possono essere presenti da 1 fino a 4 loculi). In ogni loculo si trova uno o più ovuli a placentazione assile (se il loculo è uno solo, allora la placentazione può essere libera, centrale o basale). Gli ovuli (da 2 a 50) hanno un solo tegumento e sono tenuinucellati (con la nocella, stadio primordiale dell'ovulo, ridotta a poche cellule).[14] Lo stilo è unico, filiforme con uno stigma cilindrico o usualmente bilobo (a volte lo stigma è piumoso). Il disco nettario è assente (l'impollinazione è soprattutto anemogama).

### Frutti
I frutti sono delle capsule o nucule da ovoidi a ellissoidi con deiscenza trasversale (opercolata, ossia con coperchio) in parte nascoste dai sepali persistenti. I semi possono essere anche numerosi sia diritti che curvati con abbondante endosperma. I cotiledoni sono paralleli al lato ventrale.

## Riproduzione
- Impollinazione: l'impollinazione avviene in parte tramite insetti (impollinazione entomogama), ma soprattutto tramite il vento (impollinazione anemogama).[7]
- Riproduzione: la fecondazione avviene fondamentalmente tramite l'impollinazione dei fiori (vedi sopra).
- Dispersione: i semi cadendo a terra (dopo essere stati trasportati per alcuni metri dal vento – disseminazione anemocora) sono successivamente dispersi soprattutto da insetti tipo formiche (disseminazione mirmecoria), ma anche da uccelli.[8] La superficie dei semi diventa appiccicosa con l'umidità attaccandosi facilmente agli animali (e uomini) di passaggio (disseminazione zoocora).[15]

## Distribuzione e habitat
La distribuzione delle specie di questo genere è cosmopolita. L'habitat è vario, da quello acquatico a quello marittimo fino alle zone calde desertiche.

### Distribuzione e habitat delle specie alpine
Della trentina di specie spontanee della flora italiana, metà circa vivono sull'arco alpino. La tabella seguente mette in evidenza alcuni dati relativi all'habitat, al substrato e alla distribuzione delle specie alpine.
| Specie | Comunità vegetali | Piani vegetazionali         | Substrato  | pH            | Livello trofico | H2O   | Ambiente    | Zona alpina                 |
| --- | ----------------- | --------------------------- | ---------- | ------------- | --------------- | ----- | ----------- | --------------------------- |
| Plantago alpina | 10                | alpino subalpino            | Ca/Si - Si | acido         | basso           | medio | F5          | Alpi occidentale e centrali |
| Plantago altissima | 11                | collinare                   | Ca-Si      | neutro        | medio           | umido | F3          | Alpi orientali              |
| Plantago argentea | 9                 | subalpino montano collinare | Ca-Ca/Si   | basico        | basso           | arido | F2          | Alpi orientali              |
| Plantago atrata | 10                | alpino subalpino            | Ca-Ca/Si   | neutro        | medio           | medio | F3 F5       | tutto l'arco alpino         |
| Plantago coronopus | 2                 | collinare                   | Ca-Si      | neutro        | medio           | medio | B2          | CO BG                       |
| Plantago lagopus | 2                 | collinare                   | Ca-Si      | neutro        | medio           | arido | B1 B2       | IM (?) e SV (?)             |
| Plantago lanceolata | 11                | subalpino montano collinare | Ca-Si      | neutro        | medio           | secco | B1 B2 F3    | tutto l'arco alpino         |
| Plantago indica | 2                 | collinare                   | Ca-Si      | neutro        | alta            | arido | B1 B2       | AO VC                       |
| Plantago major | 2                 | subalpino montano collinare | Ca-Si      | neutro        | alto            | medio | B2 B7 B8 F3 | tutto l'arco alpino         |
| Plantago maritima | 9                 | subalpino montano           | Ca-Si      | neutro        | alto            | secco | F2 F5       | Alpi occidentale e centrali |
| Plantago media | 9                 | montano collinare           | Ca-Si      | basico-neutro | basso           | secco | F2 F3       | tutto l'arco alpino         |
| Plantago sempervirens | 9                 | montano collinare           | Ca-Ca/Si   | basico        | medio           | arido | C1 C2 F2    | IM CN TO BG                 |
| Plantago subulata | 9                 | montano collinare           | Ca         | basico        | basso           | arido | F2          | Alpi orientali              |
| Legenda e note alla tabella. Substrato con “Ca/Si” si intendono rocce di carattere intermedio (calcari silicei e simili); vengono prese in considerazione solo le zone alpine del territorio italiano (sono indicate le sigle delle province). Comunità vegetali: 2 = comunità terofitiche pioniere nitrofile; 9 = comunità a emicriptofite e camefite delle praterie rase magre secche; 10 = comunità delle praterie rase dei piani subalpino e alpino con dominanza di emicriptofite; 11 = comunità delle macro- e megaforbie terrestri. Ambienti: B1 = campi, colture e incolti; B2 = ambienti ruderali, scarpate; B7 = parchi, giardini, terreni sportivi; B8 = frutteti e piantagioni di castagni; C1 = ambienti sabbiosi, affioramenti rocciosi; C2 = rupi, muri e ripari sotto roccia; F2 = praterie rase, prati e pascoli dal piano collinare al subalpino; F3 = prati e pascoli mesofili e igrofili; F5 = praterie rase subalpine e alpine. |                   |                             |            |               |                 |       |             |                             |

## Tassonomia
La famiglia di appartenenza della specie (Plantaginaceae) comprende 113 generi e 1800 specie (114 generi e 2100 specie o anche 90 generi e 1900 specie secondo altre fonti) ha una distribuzione più o meno cosmopolita ma con molti taxa distribuiti soprattutto nelle zone temperate e nell'areale mediterraneo. Il genere Plantago si compone di oltre 150 specie una trentina delle quali sono presenti nella flora spontanea italiana. All'interno della famiglia Plantaginaceae il genere è descritto nella tribù Plantagineae.
Altre fonti dichiarano un numero diverso di specie presenti nel genere:
- 270 in "The Families and Genera of Vascular Plants, Volume VII. Lamiales. " (J.W. Kadereit)[11]
- 274 in "A Synoptical Classification of the Lamiales" (R. Olmstead)[18]
- 215 in "Botanica Sistematica - Un approccio filogenetico" (Judd S.W. et al)[8]
- 275 in ""Angiosperm Phylogeny Website"[19]
- 200 in "Enciclopedia Botanica Motta" (Giacomo Nicolini)[9]
- 270 in "Flora of Pakistan"[12]

### Filogenesi

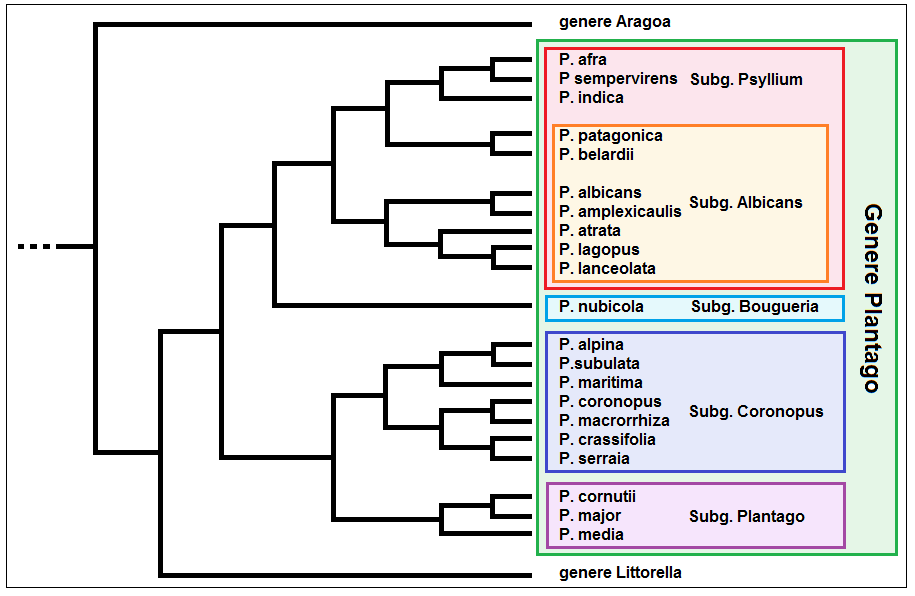
Cladogramma del genere

Il genere Plantago è monofiletico ed è suddiviso in 4 sottogeneri (subg. Plantago; subg. Coronopus (Lam. & DC.) Rahn; subg. Psyllium (Juss.) Harms; subg. Bougueria (Decne) Rahn & Reiche). Il gruppo è circoscritto, da un punto di vista filogenetico dal genere Littorella  P. J. Bergius (spesso incluso da alcuni Autori in Plantago), separatosi circa 5 milioni di anni fa, e dal genere Aragoa Kunth, separatosi circa 7 milioni di anni fa, entrambi quindi sono "gruppo fratello" del genere Plantago. All'interno del genere recenti studi di tipo filogeneico sul DNA hanno dimostrato la parafilia di un quinto subgenere (Albicans) essendo incluso nel subg. Psyllum. I sottogeneri a loro volta sono suddivisi in sezioni:
- subg. Psyllum: sect. Psyllum, sect. Gnaphaloides, sect. Hymenopsyllum, sect. Albicans, sect. Bauphula, sect. Montana, sect. Lanceifolia;
- subg. Coronopus: sect. Maritima, sect. Coronopus;
- subg. Plantago: sect. Plantago, sect. Virginica, sect. Oliganthos, sect. Mesenbrynia, sect. Micropsyllum

Il cladogramma a lato, tratto dallo studio citato e semplificato, mostra la struttura interna della tribù evidenziando soprattutto la posizione delle specie della flora spontanea italiana.

### Specie spontanee italiane
Per meglio comprendere ed individuare le varie specie del genere (solamente per le specie spontanee della flora italiana) l'elenco seguente utilizza in parte il sistema delle chiavi analitiche (vengono cioè indicate solamente quelle caratteristiche utili a distingue una specie dall'altra).
- Gruppo 1A: le foglie sono tutte basali a disposizione spiralata; gli scapi fioriferi sono privi di foglie;

- Gruppo 2A: la faccia interna dei semi è piana;

- Gruppo 3A: la corolla è interamente glabra;

- Gruppo 4A: il picciolo delle foglie è ben sviluppato e distinto dalla lamina; le spighe sono interrotte alla base; gli stami superano la corolla di 2 - 2,5 mm;

- Plantago major L. - Piantaggine maggiore: le foglie sono persistenti tutto l'anno e sono più o meno appressate al suolo con un picciolo più piccolo della lamina; le brattee sono lunghe 2/3 - 3/4 dei sepali; i semi sono da 6 a 30. L'altezza delle piante varia da 5 a 30 cm; il ciclo biologico è perenne; la forma biologica è emicriptofita rosulata (H ros); il tipo corologico è Eurasiatico/Subcosmopolita; l'habitat tipico sono gli incolti erbosi, lungo le vie, i sentieri e presso le case; la distribuzione sul territorio italiano è completa (è una specie comune) fino ad un'altitudine di 1500 m s.l.m..
- Plantago cornutii Gouan - Piantaggine di Cornut: le foglie sono scomparse in inverno e sono erette con un picciolo più grande della lamina; le brattee sono lunghe 1/3 - 1/2 dei sepali; i semi sono 4. L'altezza delle piante varia da 3 a 8 dm; il ciclo biologico è perenne; la forma biologica è emicriptofita rosulata (H ros); il tipo corologico è Alofita Centroasiatico/Nord Mediterraneo; l'habitat tipico sono i prati umidi subsalsi e le paludi salmastre; è una specie rara e sul territorio italiano si trova nel Nord Est solamente sul piano planiziale.

- Gruppo 4B:  il picciolo delle foglie è nullo o appena visibile; le spighe sono densissime fino alla base; gli stami superano la corolla di 4 - 8 mm; i semi sono 2 - 4 e sono lunghi 2 mm;

- Plantago media L. - Piantaggine pelosa: l'altezza delle piante varia da 2 a 6 dm; il ciclo biologico è perenne; la forma biologica è emicriptofita rosulata (H ros); il tipo corologico è Eurasiatico; l'habitat tipico sono i prati e pascoli; è una specie comune e sul territorio italiano si trova solamente sul continente fino ad un'altitudine di 2000 m s.l.m..

- Gruppo 3B: la corolla ha il tubo peloso e i lobi sono glabri;

- Gruppo 5A: la carena dei sepali dorsali è acuta e alata;

- Gruppo 6A: le foglie sono carnose (spesse come la larghezza);

- Plantago crassifolia Forssk. - Piantaggine a foglie grasse: l'altezza delle piante varia da 8 a 15 cm; il ciclo biologico è perenne; la forma biologica è emicriptofita rosulata (H ros); il tipo corologico è Steno-Mediterraneo; l'habitat tipico sono i prati salmastri del litorale; è una specie rara e sul territorio italiano ha una distribuzione discontinua da Nord a Sud solamente sul piano planiziale.

- Gruppo 6B: le foglie sono piane;

- Gruppo 7A: la lamina delle foglie è più o meno lineare, laciniata con dentature irregolari; il tubo corollino è lungo 2 - 2,5 mm;

- Gruppo 8A: la base delle brattee si prolunga in un breve mucrone;

- Plantago coronopus L. - Piantaggine barbatella: la parte centrale delle foglie è indivisa, nastriforme a bordi più o meno paralleli e denti acuti; la spiga è sottile (3 - 4 mm di diametro); i lobi della corolla sono lunghi come metà del tubo; i semi sono 4 - 5. L'altezza delle piante varia da 3 a 30 cm; il ciclo biologico è annuale, bienne o perenne con forme biologiche rispettivamente terofita scaposa (T scap), emicriptofita bienne (H bienn) o emicriptofita rosulata (H ros); il tipo corologico è Euri-Mediterraneo; l'habitat tipico sono gli incolti aridi lungo il litorale, i prati salmastri e le scogliere; è una specie comune e sul territorio italiano è ovunque presente fino ad un'altitudine di 800 m s.l.m..

(A questo gruppo va aggiunta anche la specie Plantago weldenii Rchb. - P. coronopus subsp. commutata (Guss.) Pilger in Pignatti)
- Plantago macrorhiza Poir. - Piantaggine a radice grossa: la parte centrale delle foglie si allarga verso l'apice con denti ovati e cuspidati all'apice; la spiga è grossa (5 - 6 mm di diametro); i lobi della corolla sono lunghi quasi quanto il tubo; i semi sono 1 - 2. L'altezza delle piante varia da 5 a 20 cm; il ciclo biologico è perenne; la forma biologica è emicriptofita rosulata (H ros); il tipo corologico è Steno-Mediterraneo-Occidentale; l'habitat tipico sono gli incolti anche subsalsi e le scogliere lungo il litorale; è una specie rara e sul territorio italiano si trova al Centro e al Sud solamente sul piano planiziale.

- Gruppo 8B: la forma delle brattee è ovato-acuminate e non si prolunga in un mucrone;

- Plantago cupani Guss. - Piantaggine di Cupani: l'altezza delle piante varia da 5 a 15 cm; il ciclo biologico è perenne; la forma biologica è emicriptofita rosulata (H ros); il tipo corologico è Orofita - Sud Ovest Mediterraneo; l'habitat tipico sono i pascoli aridi montani; è una specie comune e sul territorio italiano si trova solo in Sicilia fino ad un'altitudine compresa tra 800 e 1600 m s.l.m..

- Gruppo 7B: la lamina delle foglie è lanceolata con 7 - 12 denti a sega per lato; il tubo corollino è lungo 4 mm;

- Plantago serraria L. - Piantaggine seghettata: l'altezza delle piante varia da 1 a 3 dm; il ciclo biologico è perenne; la forma biologica è emicriptofita rosulata (H ros); il tipo corologico è Steno-Mediterraneo; l'habitat tipico sono gli incolti anche subsalsi lungo il litorale; è una specie comune e sul territorio italiano si trova al Centro e al Sud fino ad un'altitudine di 800 m s.l.m..

- Gruppo 5B: i sepali dorsali sono carenati ma non alati;

- Gruppo 9A: le foglie sono larghe 1 - 5 mm, sono glabre ed hanno il bordo più o meno liscio;

- Plantago maritima L. - Piantaggine delle argille: la base delle foglie è allargata in una guaina membranosa triangolare, mentre la lamina è lunga 4 - 12 cm e progressivamente si assottiglia fino all'apice. L'altezza delle piante varia da 1 a 4 dm; il ciclo biologico è perenne; la forma biologica è emicriptofita rosulata (H ros); il tipo corologico è Orofita - Sud Europeo; l'habitat tipico sono i prati aridi montani e le argille subsalse; è una specie più o meno comune e sul territorio italiano si trova dal Nord al Centro fino ad una altitudine di 2100 m s.l.m..
- Plantago alpina L. - Piantaggine delle Alpi: le foglie sono prive della una guaina, mentre la lamina è lunga 2 - 6 cm con bordi paralleli fino all'apice. L'altezza delle piante varia da 5 a 12 cm; il ciclo biologico è perenne; la forma biologica è emicriptofita rosulata (H ros); il tipo corologico è Orofita - Ovest Alpico-Pirenaico; l'habitat tipico sono i pascoli alpini lungamente innevati; è una specie comune e sul territorio italiano si trova solo nelle Alpi fino ad una altitudine di compresa tra 1500 e 2500 m s.l.m..

- Gruppo 9B: le foglie sono larghe 1 - 1,5 mm, sono irsute ed hanno il bordo setoloso per fitte ciglia eretto-patenti;

- Plantago subulata L. - Piantaggine a cuscinetto: l'altezza delle piante varia da 1 a 3 dm; il ciclo biologico è perenne; la forma biologica è emicriptofita rosulata (H ros), ma anche camefita suffruticosa (Ch suffr) oppure camefita pulvinata (Ch pulv); il tipo corologico è Sud Est Europeo; l'habitat tipico sono i prati aridi; è una specie comune e si trova ovunque sul territorio italiano fino ad una altitudine di 1300 m s.l.m..

- Gruppo 2B: la faccia interna dei semi è concava;

- Gruppo 10A: i sepali anteriori sono saldati fra di loro;

- Gruppo 11A:  le piante hanno il ciclo biologico perenne;

- Gruppo 12A: la radice principale è divisa in radici secondarie sottili e più o meno capillari e contorte;

- Plantago lanceolata L. - Piantaggine lanciuola: l'altezza delle piante varia da 2 a 5 dm; la forma biologica è emicriptofita rosulata (H ros); il tipo corologico è Eurasiatico; l'habitat tipico sono gli incolti, lungo le vie, i campi e le vigne; è una specie comune e sul territorio italiano si trova ovunque fino ad una altitudine di 2000 m s.l.m..

- Gruppo 12B: le radici secondarie sono grosse e diritte e più o meno parallele;

- Plantago altissima L. - Piantaggine palustre: il rizoma è orizzontale; lo scapo è solcato; le foglie sono glabre; le brattee sono lunghe 6 - 7 mm. L'altezza delle piante varia da 5 a 9 dm; la forma biologica è emicriptofita rosulata (H ros); il tipo corologico è Sud Est Europeo; l'habitat tipico sono i prati umidi e spesso salmastri; è una specie rara e sul territorio italiano si trova solo al Nord fino ad una altitudine di 400 m s.l.m..
- Plantago argentea L. - Piantaggine argentata:  il rizoma è verticale o obliquo; lo scapo è parzialmente solcato; le foglie sono argenteo-sericee; le brattee sono lunghe 3,5  - 5 mm. L'altezza delle piante varia da 2 a 5 dm; la forma biologica è emicriptofita rosulata (H ros); il tipo corologico è Sud Europeo - Steppico; l'habitat tipico sono i prati aridi; è una specie comune e sul territorio italiano si trova ovunque fino ad una altitudine compresa tra 300 e 2000 m s.l.m..

- Gruppo 11B: le piante hanno il ciclo biologico annuo;

- Plantago lagopus L. - Piantaggine piede di lepre: l'altezza delle piante varia da 3 a 40 cm; la forma biologica è terofita scaposa (T scap); il tipo corologico è Steno-Mediterraneo; l'habitat tipico sono i pascoli aridi e gli incolti; è una specie comune e sul territorio italiano si trova dal Centro al Sud fino ad una altitudine di 800 m s.l.m..

- Gruppo 10B: i sepali sono tutti liberi;

- Gruppo 13A: le piante hanno il ciclo biologico perenne;

- Plantago atrata Hoppe - Piantaggine nera: le foglie sono glabre o con pochi peli sparsi; la spiga è densa e compatta; i lobi della corolla sono larghi 0,7 - 1,5 mm. L'altezza delle piante varia da 5 a 40 cm; la forma biologica è emicriptofita rosulata (H ros); il tipo corologico è Orofita Sud Europeo; l'habitat tipico sono i pascoli aridi e sassosi; è una specie comune e sul territorio italiano si trova soprattutto al Nord e al Centro fino ad una altitudine compresa tra 1000 e 2500 m s.l.m..
- Plantago albicans L. - Piantaggine biancastra: le foglie hanno una lanosità fioccosa e biancastra; la spiga all'antesi alla base si presenta con i fiori distanziati; i lobi della corolla sono larghi 1,8 - 2,5 mm. L'altezza delle piante varia da 1 a 6 dm; la forma biologica è camefita suffruticosa (Ch suffr); il tipo corologico è Sud Mediterraneo; l'habitat tipico sono gli incolti aridi e sabbiosi; è una specie rara e sul territorio italiano si trova solo al Sud e nelle Isole fino ad una altitudine di 300 m s.l.m..

- Gruppo 13B: le piante hanno il ciclo biologico annuo;

- Plantago bellardii All. - Piantaggine di Bellardi: le foglie sono tutte in rosetta basale. L'altezza delle piante varia da 3 a 10 cm; la forma biologica è terofita scaposa (T scap); il tipo corologico è Sud Mediterraneo; l'habitat tipico sono gli incolti e i pascoli aridi; è una specie rara e sul territorio italiano si trova al Centro e al Sud e nelle Isole fino ad una altitudine di 1000 m s.l.m..
- Plantago amplexicaulis  Cavl. - Piantaggine calabrese: le foglie sono distanziate e formano dei fusti fogliosi. L'altezza delle piante varia da 10 a 25 cm; la forma biologica è terofita scaposa (T scap); il tipo corologico è Sud Mediterraneo; l'habitat tipico sono gli incolti aridi; è una specie rara e sul territorio italiano si trova solamente in Calabria fino ad una altitudine di 300 m s.l.m..

- Gruppo 1B: le foglie hanno una disposizione opposta e i fusti sono fogliosi;

- Gruppo 14A: le piante hanno il ciclo biologico annuo; il fusto è erbaceo ed è eretto;

- Plantago indica L. - Piantaggine ramosa: le brattee sono dimorfe, quelle alla base della spiga sono prolungate in un mucrone, le altre sono oblanceolate. L'altezza delle piante varia da 5 a 35 cm; la forma biologica è terofita scaposa (T scap); il tipo corologico è Sud Europeo; l'habitat tipico sono le spiagge, le sabbie dell'interno e i greti; è una specie rara e la distribuzione sul territorio italiano è più o meno centrale fino ad una altitudine di 500 m s.l.m..
- Plantago afra L. - Piantaggine pulicaria: le brattee sono tutte più o meno uguali. L'altezza delle piante varia da 5 a 15 cm; la forma biologica è terofita scaposa (T scap); il tipo corologico è Steno-Mediterraneo; l'habitat tipico sono gli incolti aridi e i pascoli; è una specie comune e la distribuzione sul territorio italiano è centrale e meridionale fino ad una altitudine di 900 m s.l.m..

- Gruppo 14B: le piante hanno il ciclo biologico perenne; i fusti sono legnosi e contorti;

- Plantago sempervirens Crantz. - Piantaggine legnosa: l'altezza delle piante varia da 1 a 3 dm; la forma biologica è camefita suffruticosa (Ch suffr); il tipo corologico è Ovest Mediterraneo; l'habitat tipico sono i prati aridi steppici; è una specie comune e la distribuzione sul territorio italiano è settentrionale e centrale fino ad una altitudine di 1200 m s.l.m..

All'elenco sopra vanno aggiunte le seguenti specie:
- Plantago grovesi Brullo - Distribuzione: Puglia.[22]

Le seguenti specie sono considerate "esotiche naturalizzate":
- Plantago loeflingii L.
- Plantago patagonica Jacq.
- Plantago virginica L.

### Elenco delle specie
Il genere comprende oltre 150 specie:

A
- Plantago afra L., 1762 -  piantaggine pulicaria
- Plantago africana Verdc., 1969
- Plantago albicans L., 1753 - piantaggine biancastra
- Plantago alismatifolia Pilg., 1912
- Plantago alopecurus Decne., 1852
- Plantago alpina L., 1753 - piantaggine delle Alpi
- Plantago altissima L., 1762 - piantaggine palustre
- Plantago amplexicaulis Cav., 1793 - piantaggine calabrese
- Plantago annua Ryding, 1994
- Plantago arachnoidea Schrenk ex Fisch. & C.A. Mey., 1841
- Plantago argentea Chaix, 1785 - piantaggine argentata
- Plantago argentina Pilg.
- Plantago argyrea E. Morris, 1900
- Plantago aristata Michx., 1803
- Plantago asiatica L., 1753
- Plantago asperrima Gand. ex Hervier, 1905
- Plantago atrata Hoppe, 1799 - piantaggine nera
- Plantago australis Lam., 1792

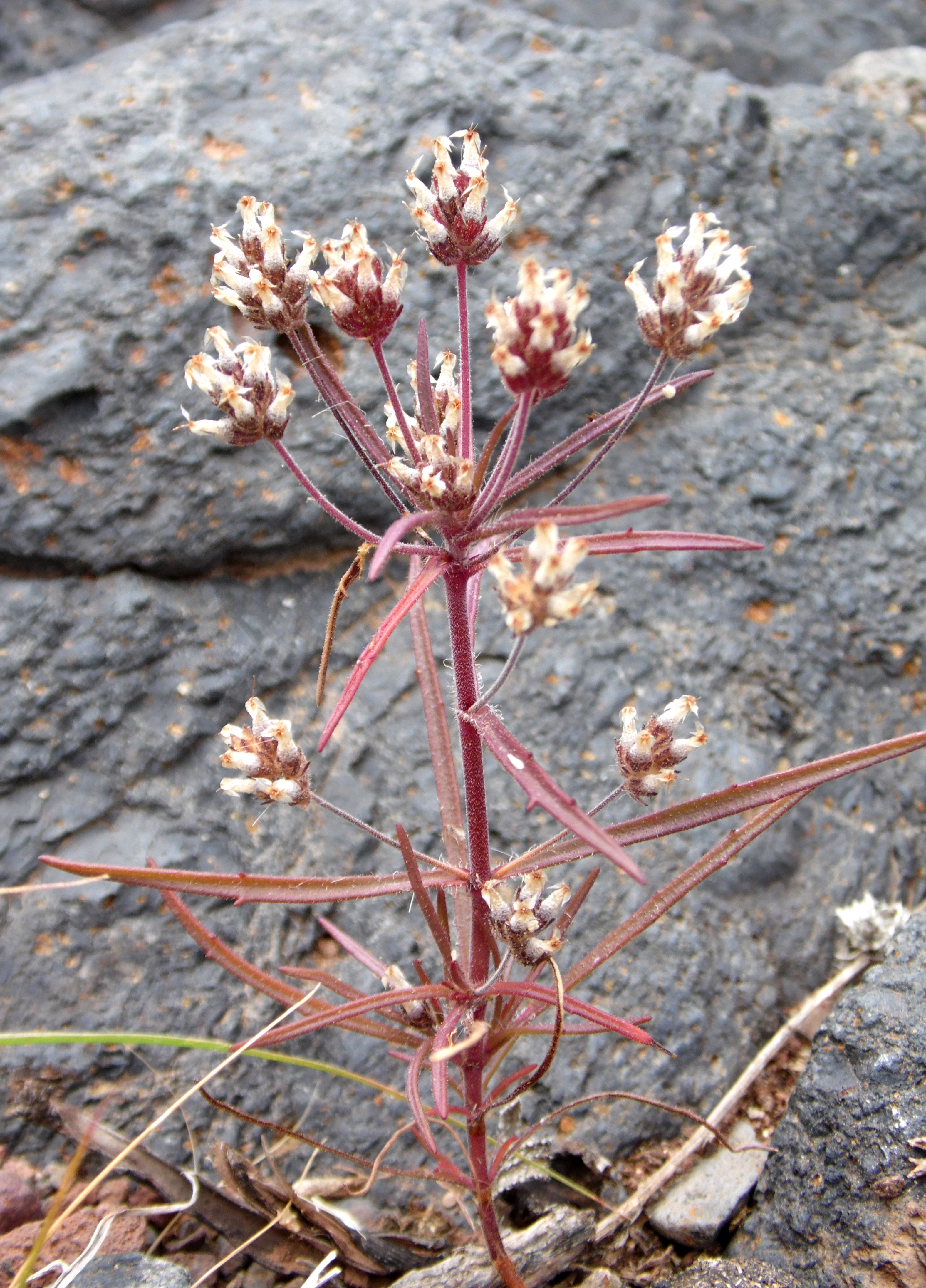
Plantago afra
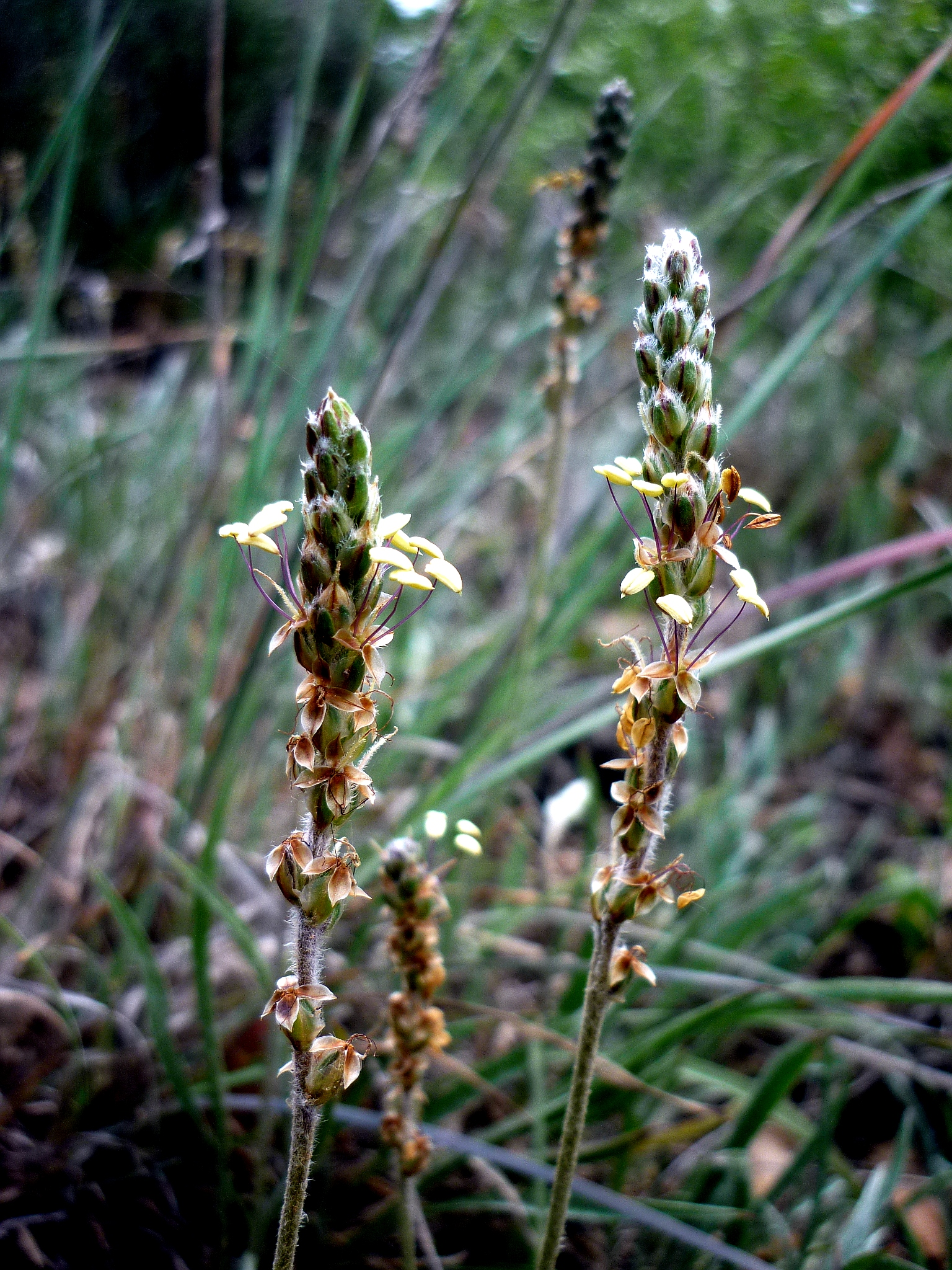
Plantago albicans
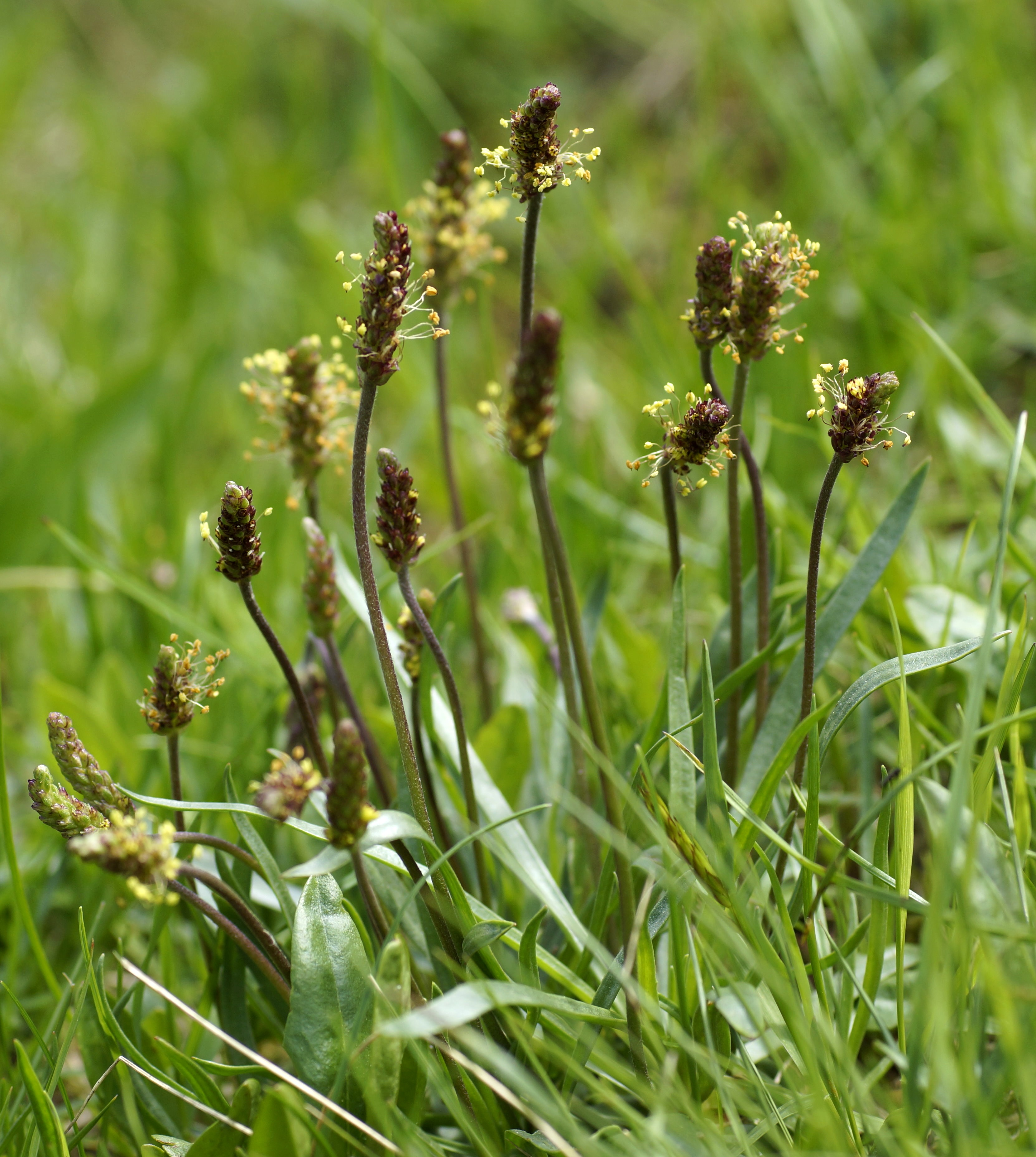
Plantago alpina
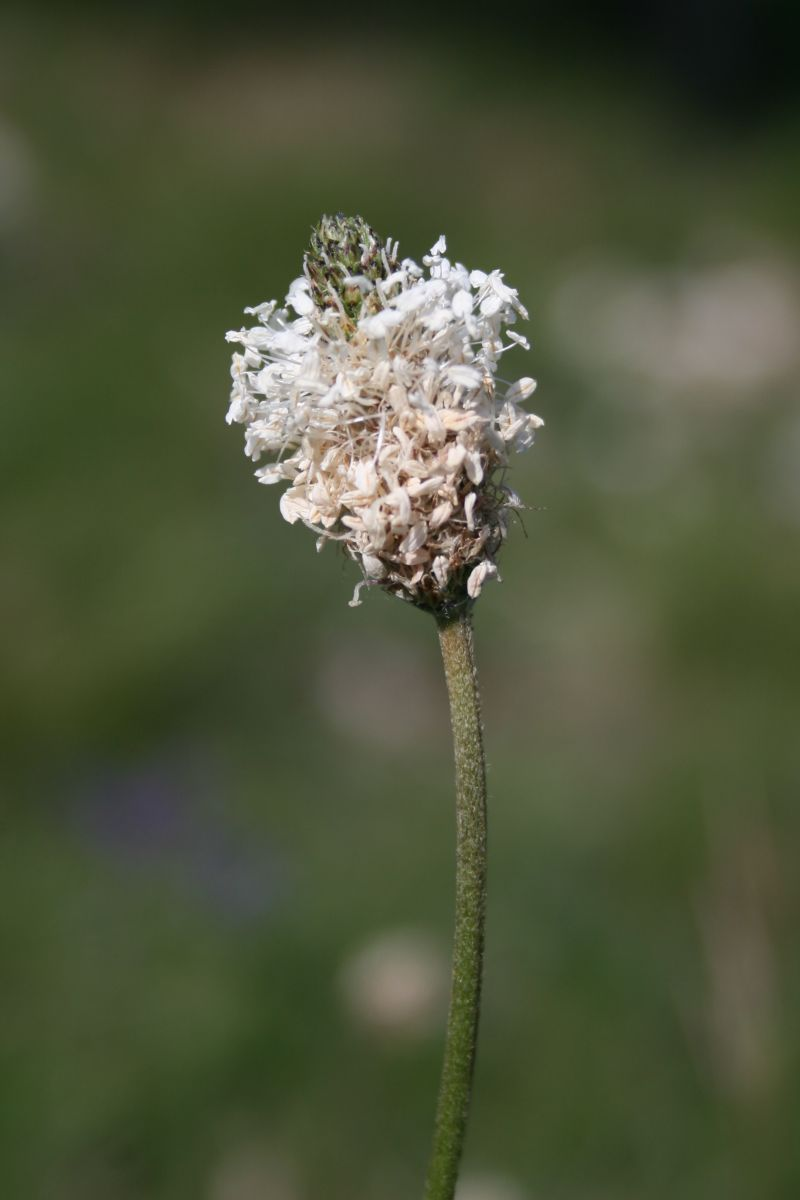
Plantago argentea
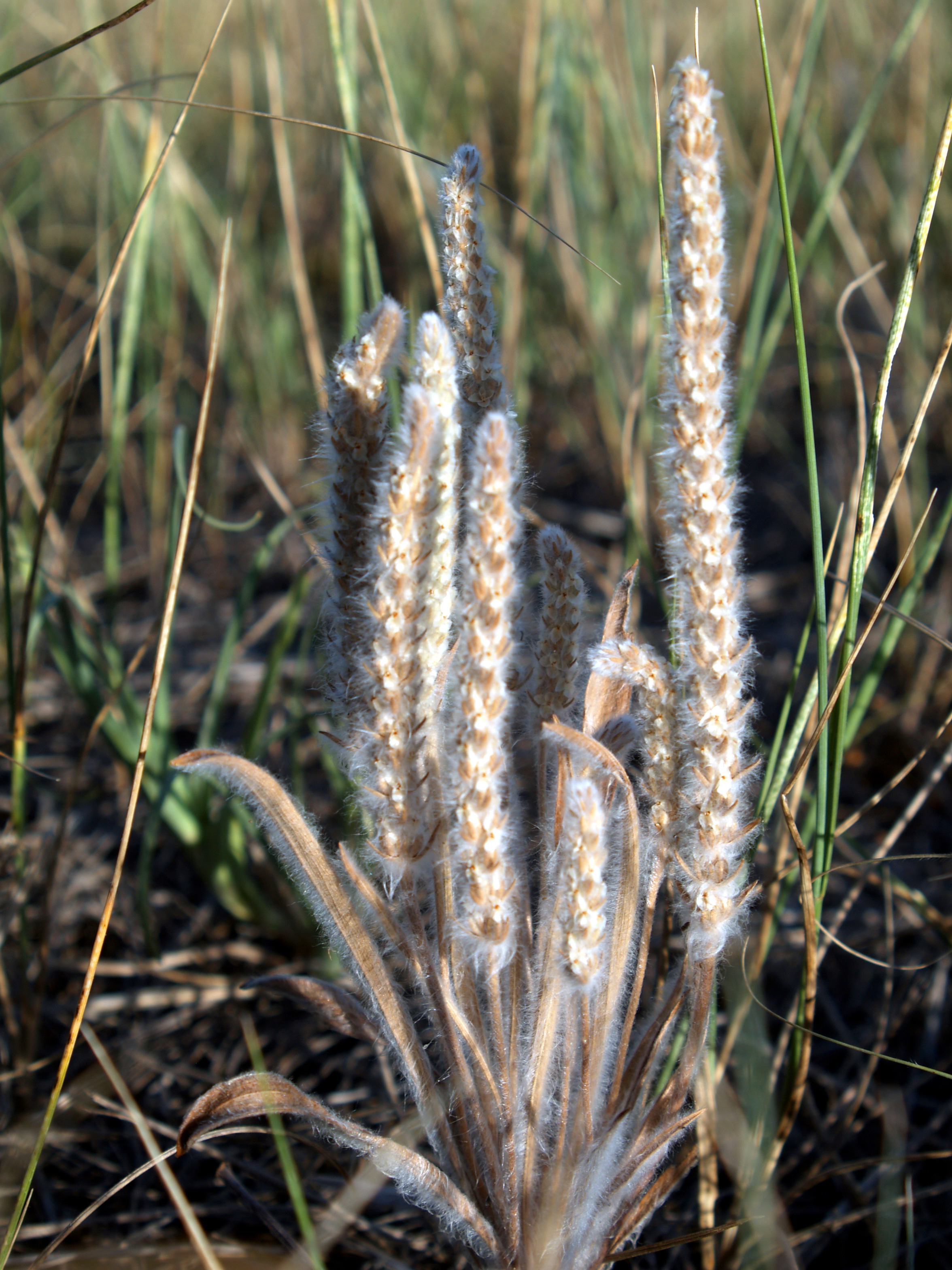
Plantago aristata
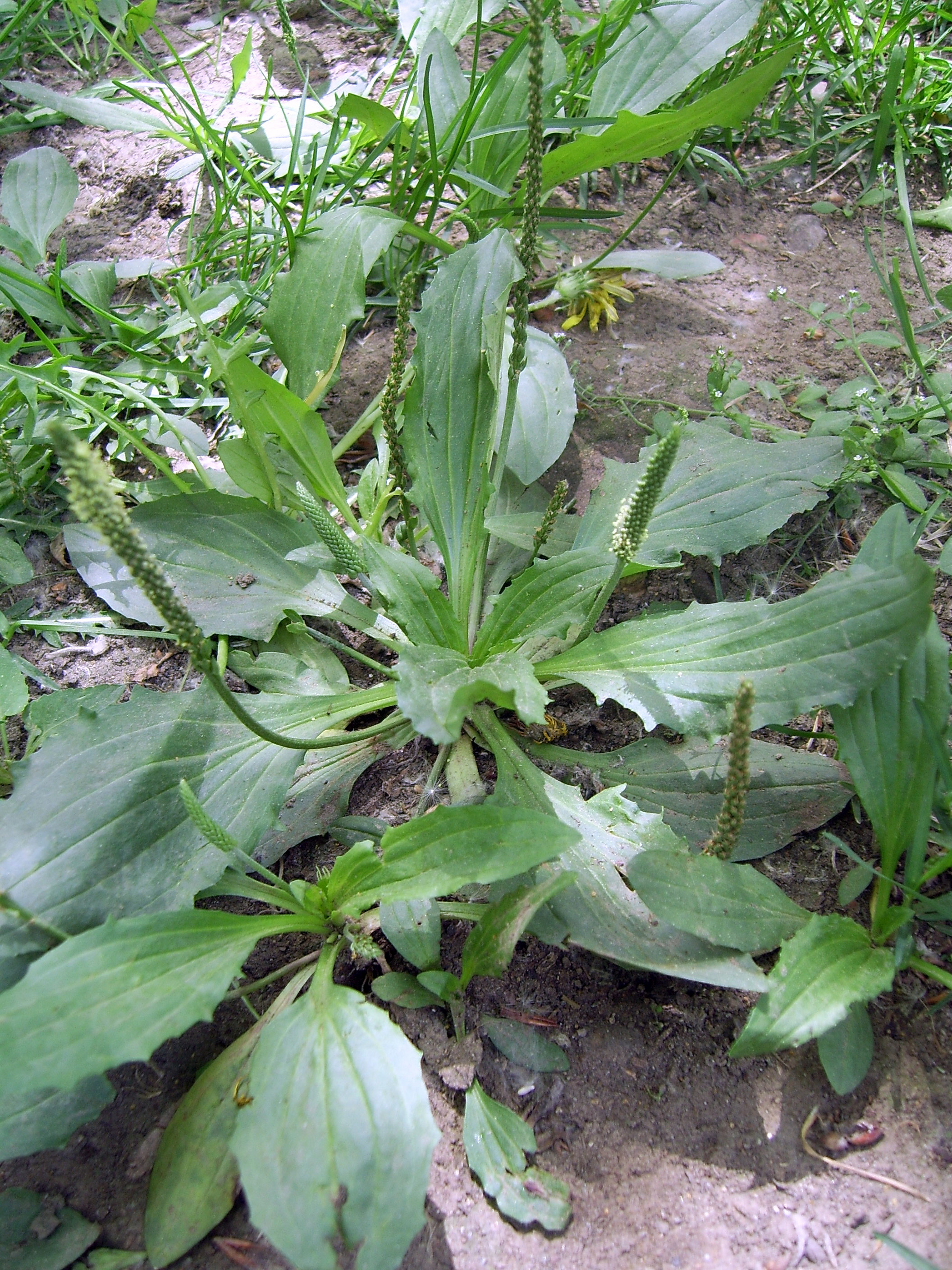
Plantago asiatica
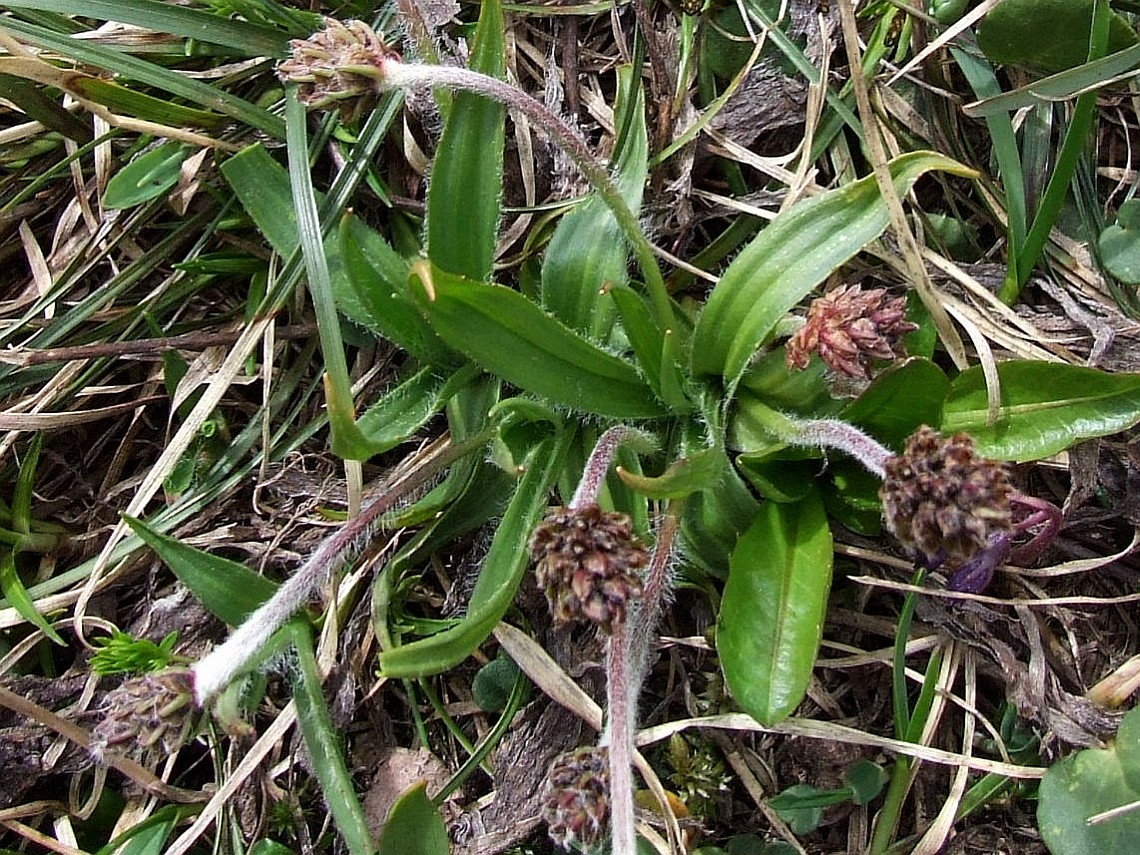
Plantago atrata
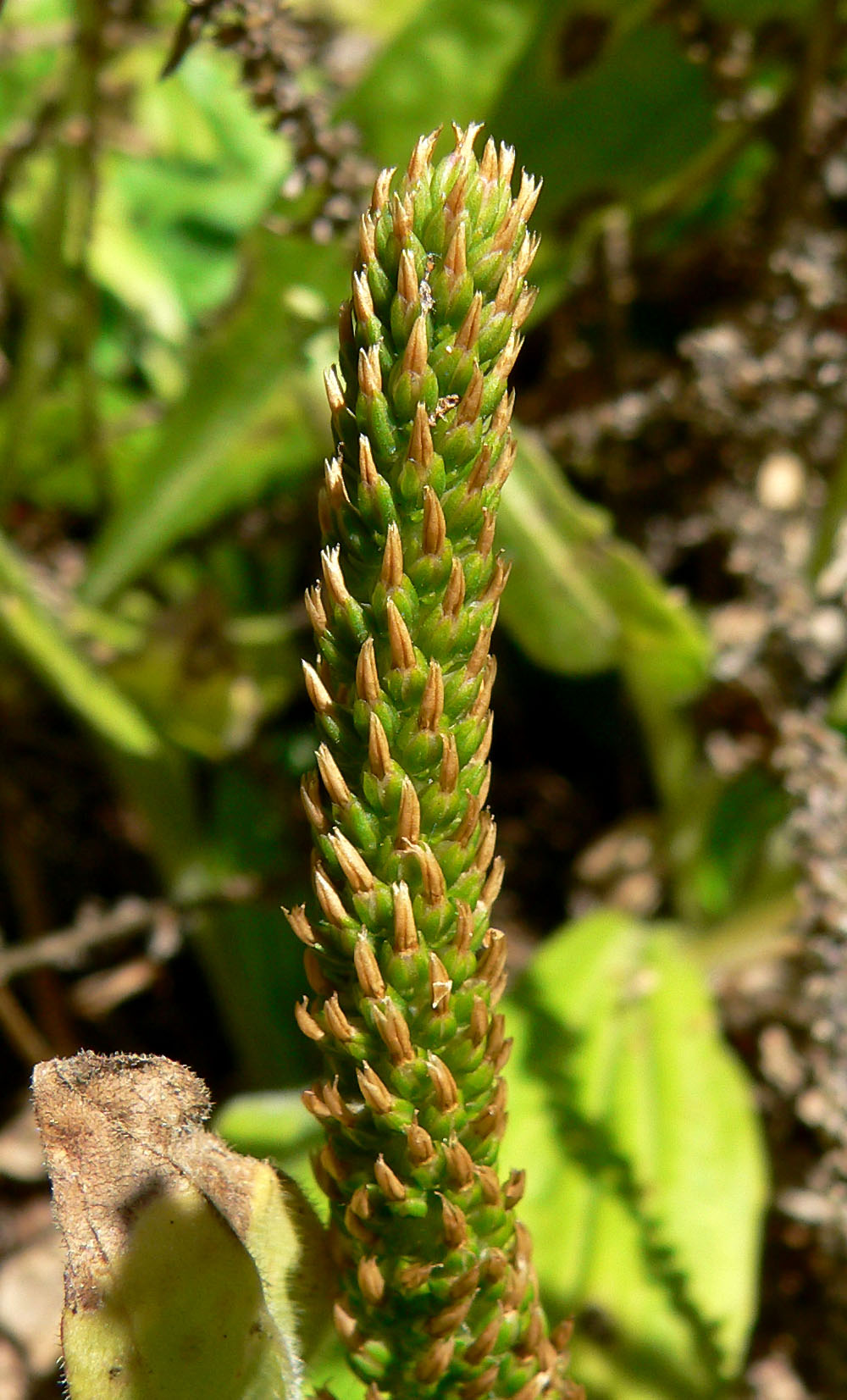
Plantago australis

B
- Plantago barbata G.Forst., 1789
- Plantago bellardii All., 1785 - piantaggine di Bellardi
- Plantago berroi Pilg., 1913
- Plantago bigelovii A.Gray, 1857
- Plantago bismarckii Niederl., 1881
- Plantago boissieri Hausskn. & Bornm., 1894
- Plantago brasiliensis Sims, 1826
- Plantago buchtienii Pilg., 1914

C
- Plantago cafra Decne.
- Plantago camtschatica Link, 1821
- Plantago canescens Adams, 1834
- Plantago caricina Decne.
- Plantago catharinea Decne.
- Plantago cavaleriei H. Lév., 1906
- Plantago ciliata Desf., 1798
- Plantago commersoniana Decne.
- Plantago cordata Lam., 1791
- Plantago cornuti Gouan, 1773 - piantaggine di Cornut
- Plantago coronopus L., 1753 - piantaggine barbarella
- Plantago correae Rahn, 1984
- Plantago crassifolia Forssk., 1775 - piantaggine a foglie grasse
- Plantago cretica L., 1753
- Plantago crypsoides Boiss., 1879
- Plantago cupanii Guss., 1827 - piantaggine di Cupani
- Plantago cylindrica Forssk., 1775

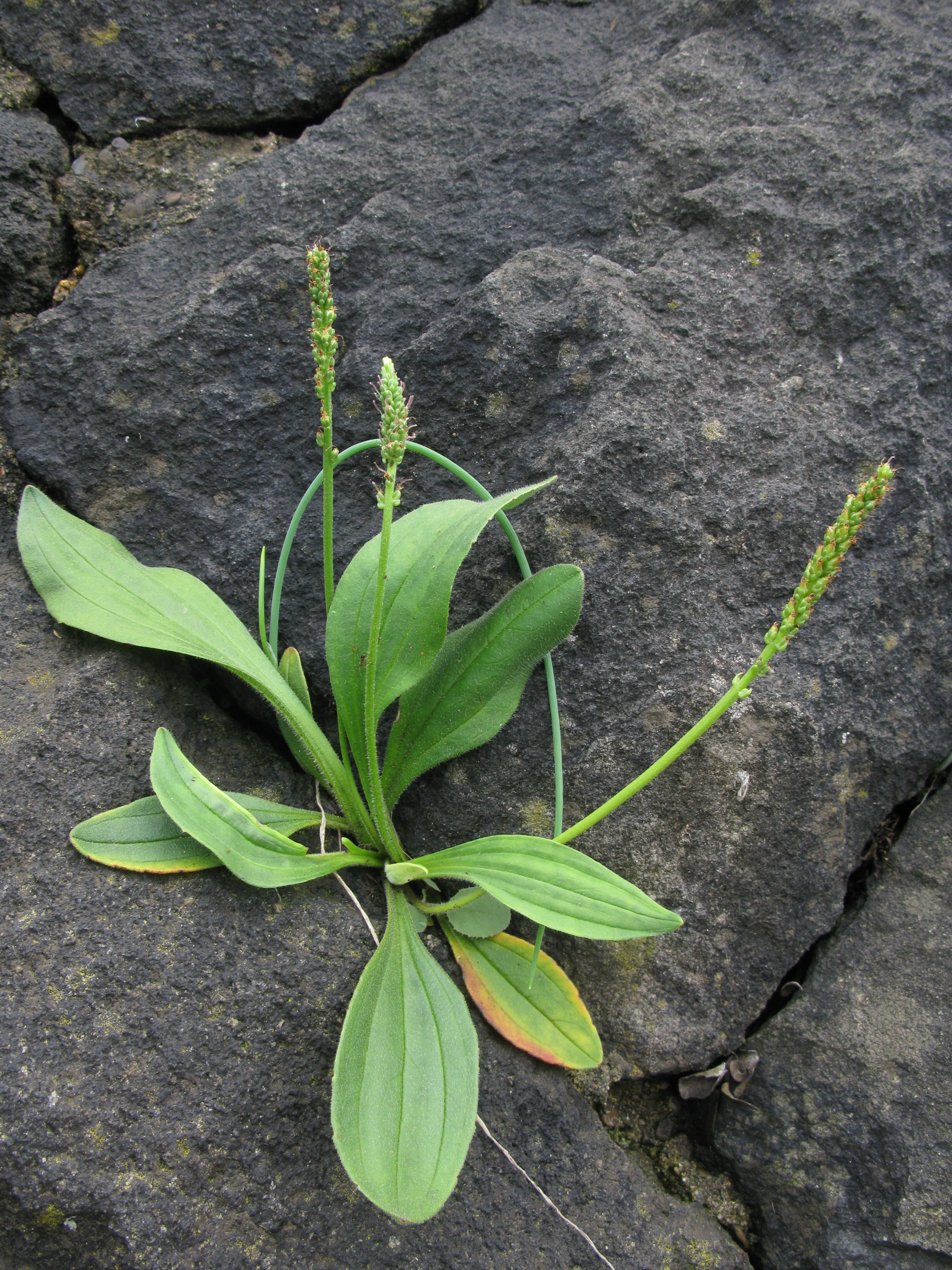
Plantago camtschatica
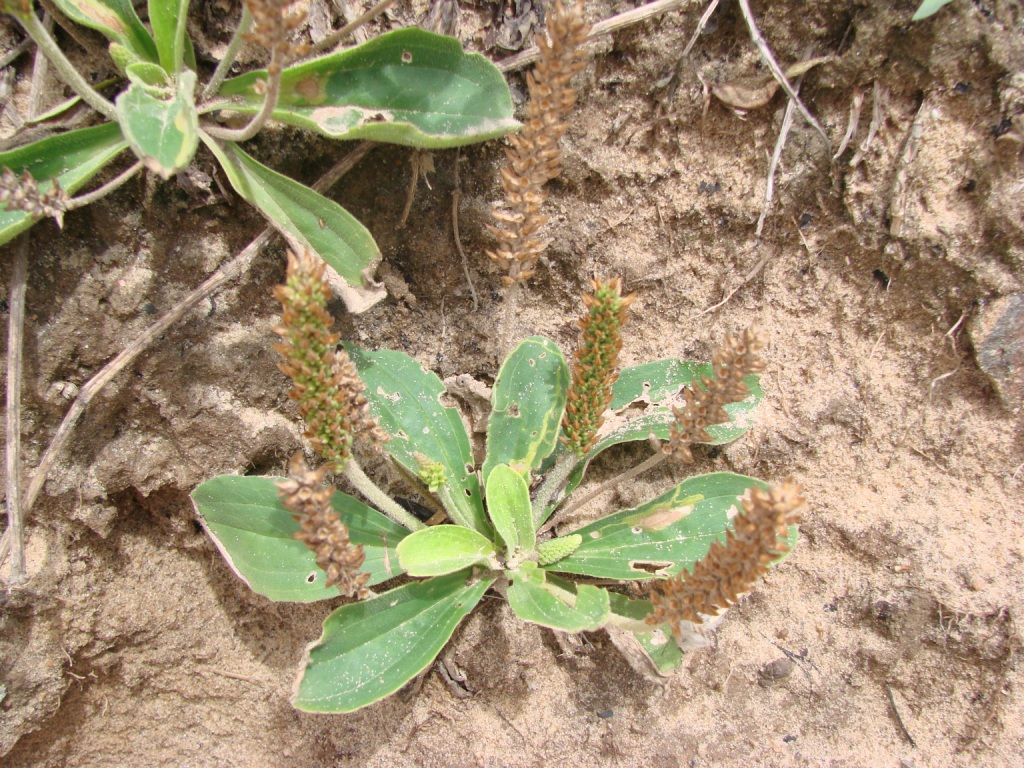
Plantago catharinea
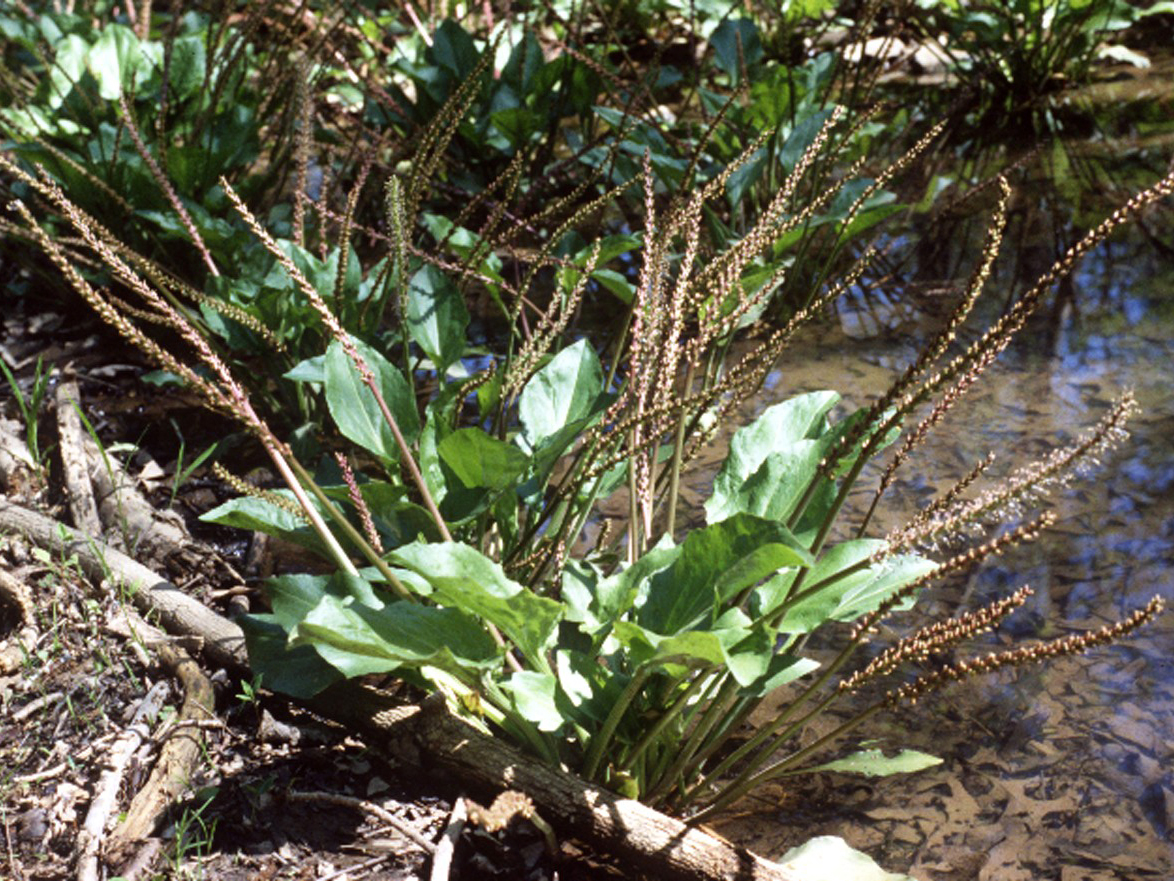
Plantago cordata
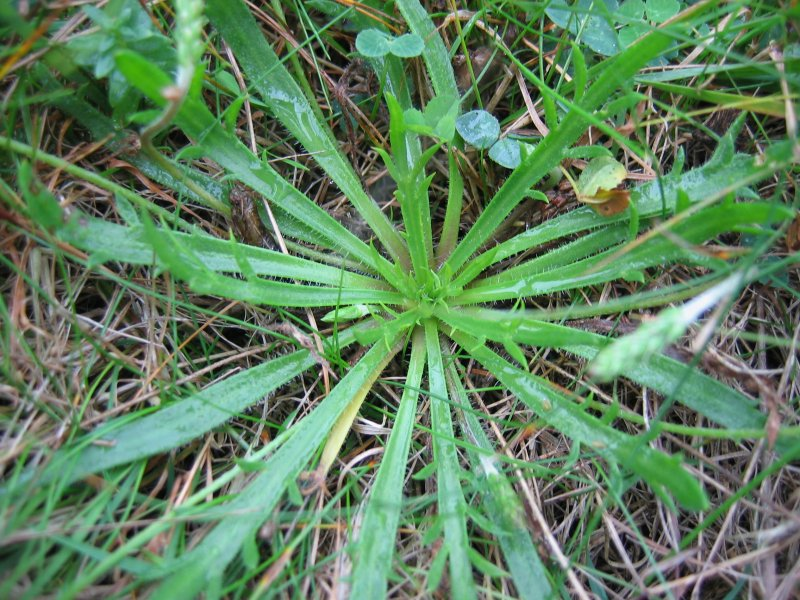
Plantago coronopus

D
- Plantago densa Rahn
- Plantago depressa Willd., 1814
- Plantago dielsiana Pilg.
- Plantago dubia L.

E
- Plantago elongata Pursh, 1814
- Plantago erecta E. Morris, 1900
- Plantago eriopoda Torr., 1828
- Plantago exigua Murray, 1778

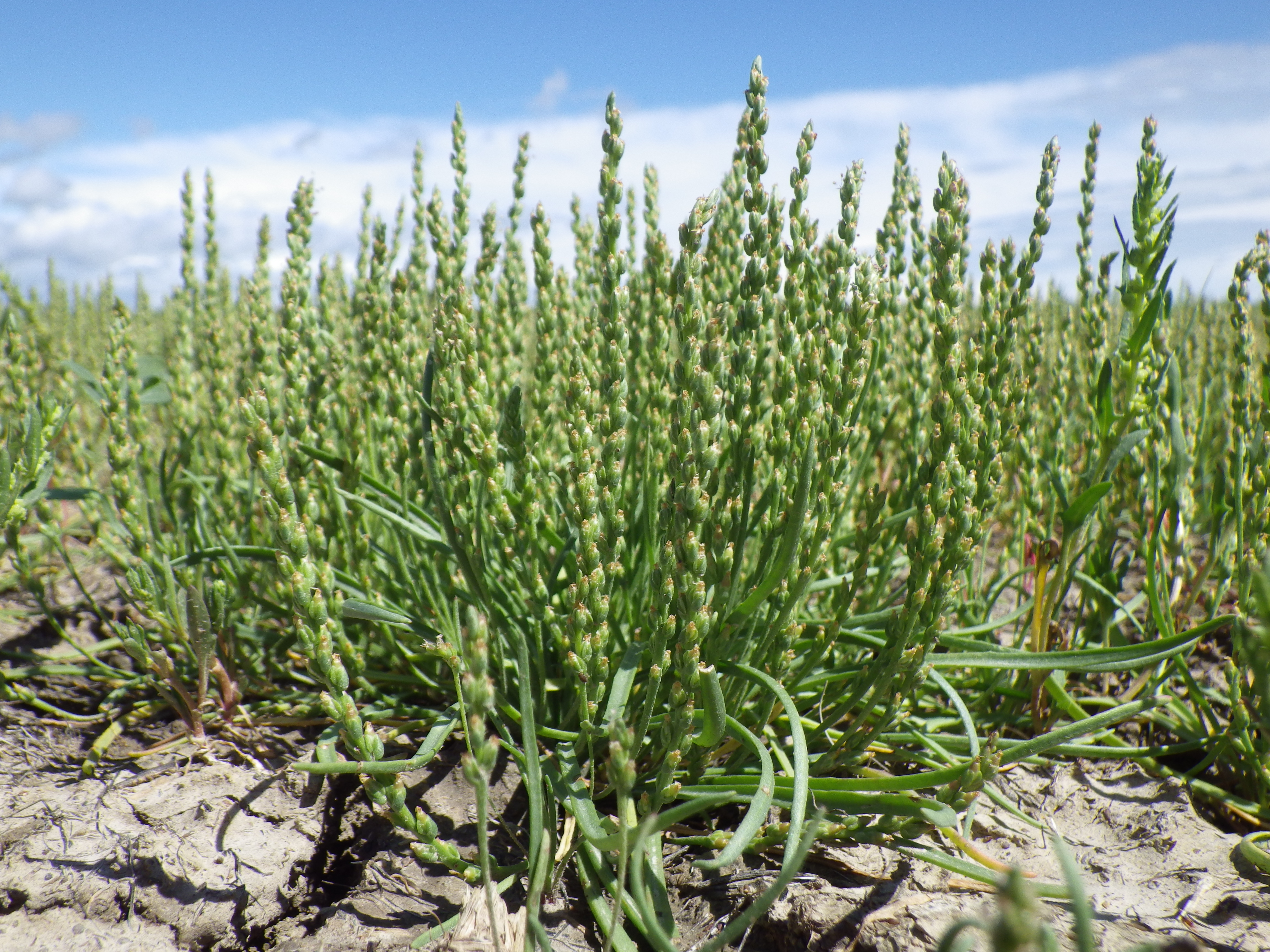
Plantago elongata
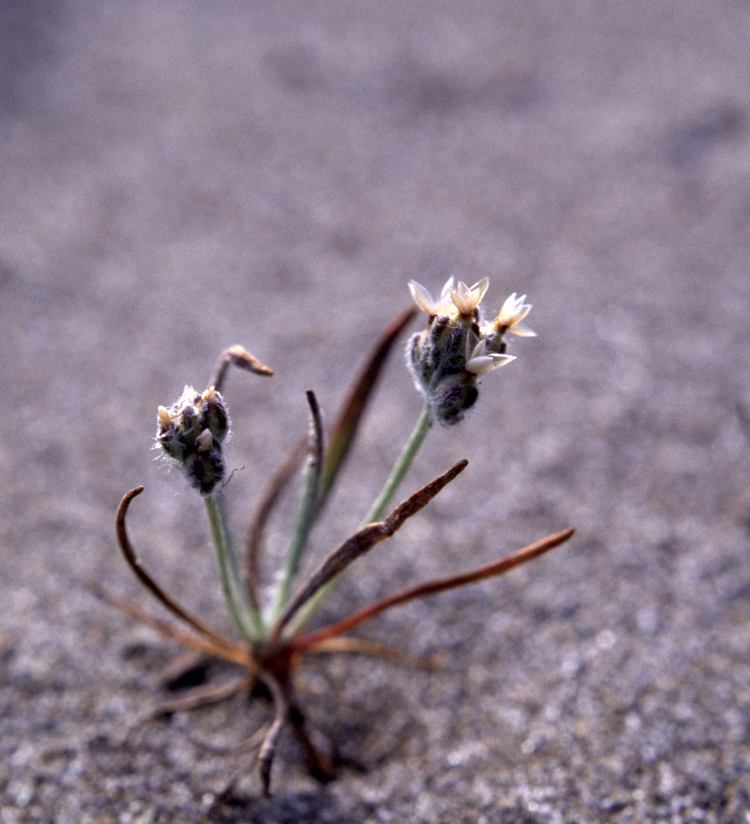
Plantago erecta
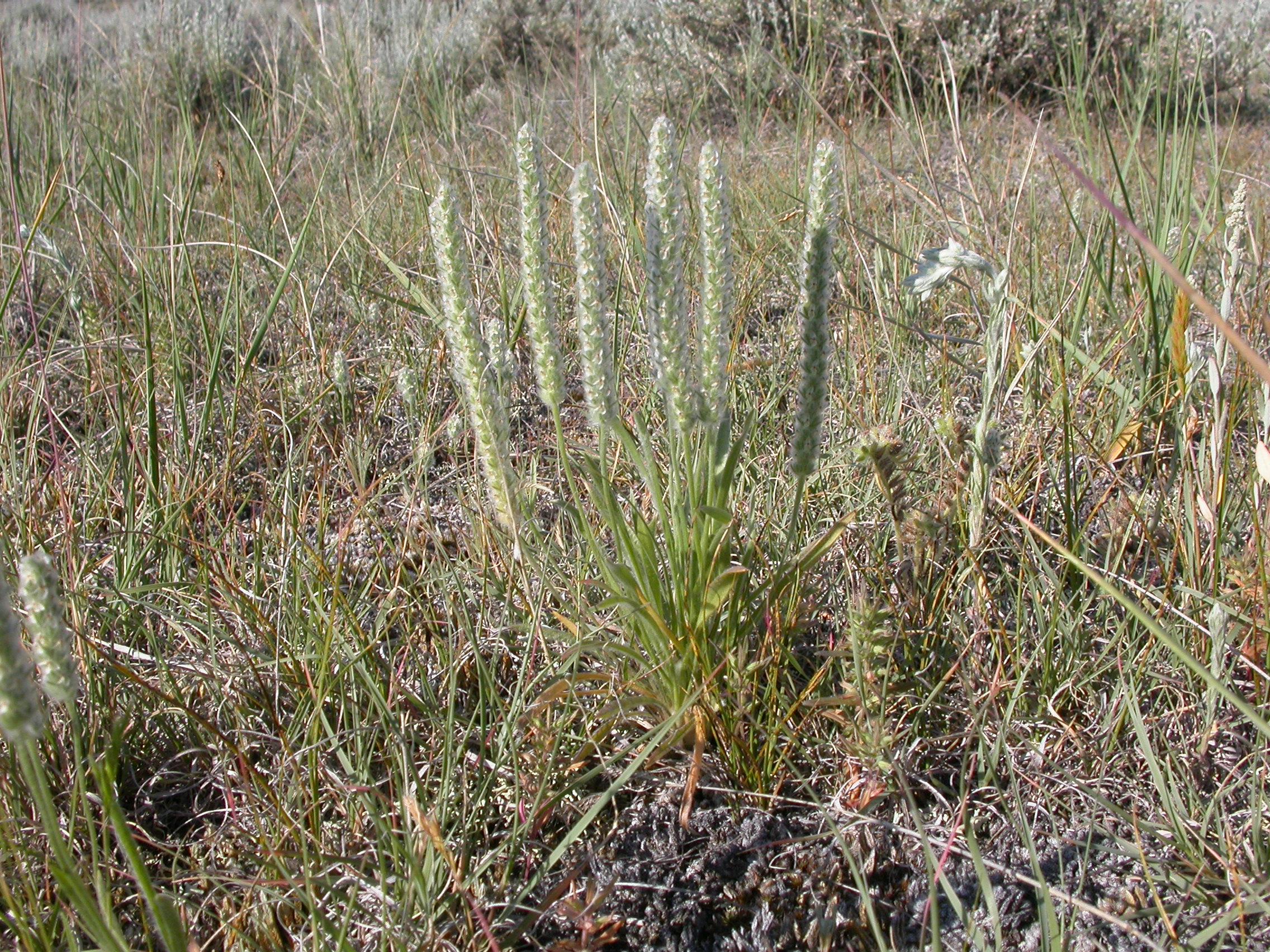
Plantago eriopoda

F
- Plantago fengdouensis (Z.E. Zhao & Y. Wang) Y. Wang & Z. Yu Li
- Plantago fernandezia Bert. ex Barn.
- Plantago firma Kunze ex Walp., 1843
- Plantago fischeri Engl., 1894
- Plantago floccosa Decne., 1852

G
- Plantago galapagensis Rahn, 1974
- Plantago gentianoides Sm., 1806
- Plantago glabrifolia Pilg.
- Plantago grandiflora Meyen
- Plantago grayana Pilg.
- Plantago guilleminiana Decne., 1881

H
- Plantago hawaiensis Pilg., 1923
- Plantago helleri Small, 1899
- Plantago heterophylla Nutt., 1837
- Plantago hillebrandii Pilg.
- Plantago himalaica Pilg.
- Plantago hispidula Ruiz & Pav.
- Plantago hookeriana Fisch. & C.A. Mey., 1838
- Plantago hybrida Bart., 1823

I
- Plantago indica L., 1759 - piantaggine ramosa
- Plantago insularis Eastw., 1898
- Plantago jujuyensis Rahn, 1974

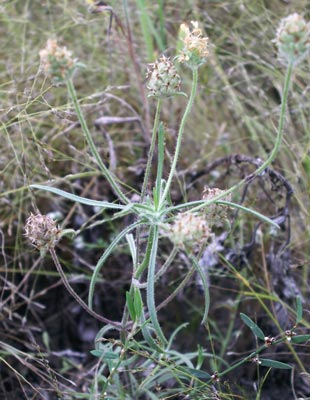
Plantago indica

K
- Plantago komarovii Pavlov, 1929
- Plantago krajinai Pilg.

L
- Plantago lagocephala Bunge, 1851
- Plantago lagopus L., 1753 - piantaggine piede di lepre
- Plantago lamprophylla Pilg., 1906
- Plantago lanatifolia (J.M. Coult. & Fisher) Small ex E. Morris, 1900
- Plantago lanceolata L., 1753 - piantaggine lanciuola
- Plantago leucophylla Decne., 1852
- Plantago limensis Pers., 1805
- Plantago linearis Kunth, 1818
- Plantago litorea Phil., 1860
- Plantago loeflingii L., 1753
- Plantago longissima Decne.
- Plantago lundborgii Sparre

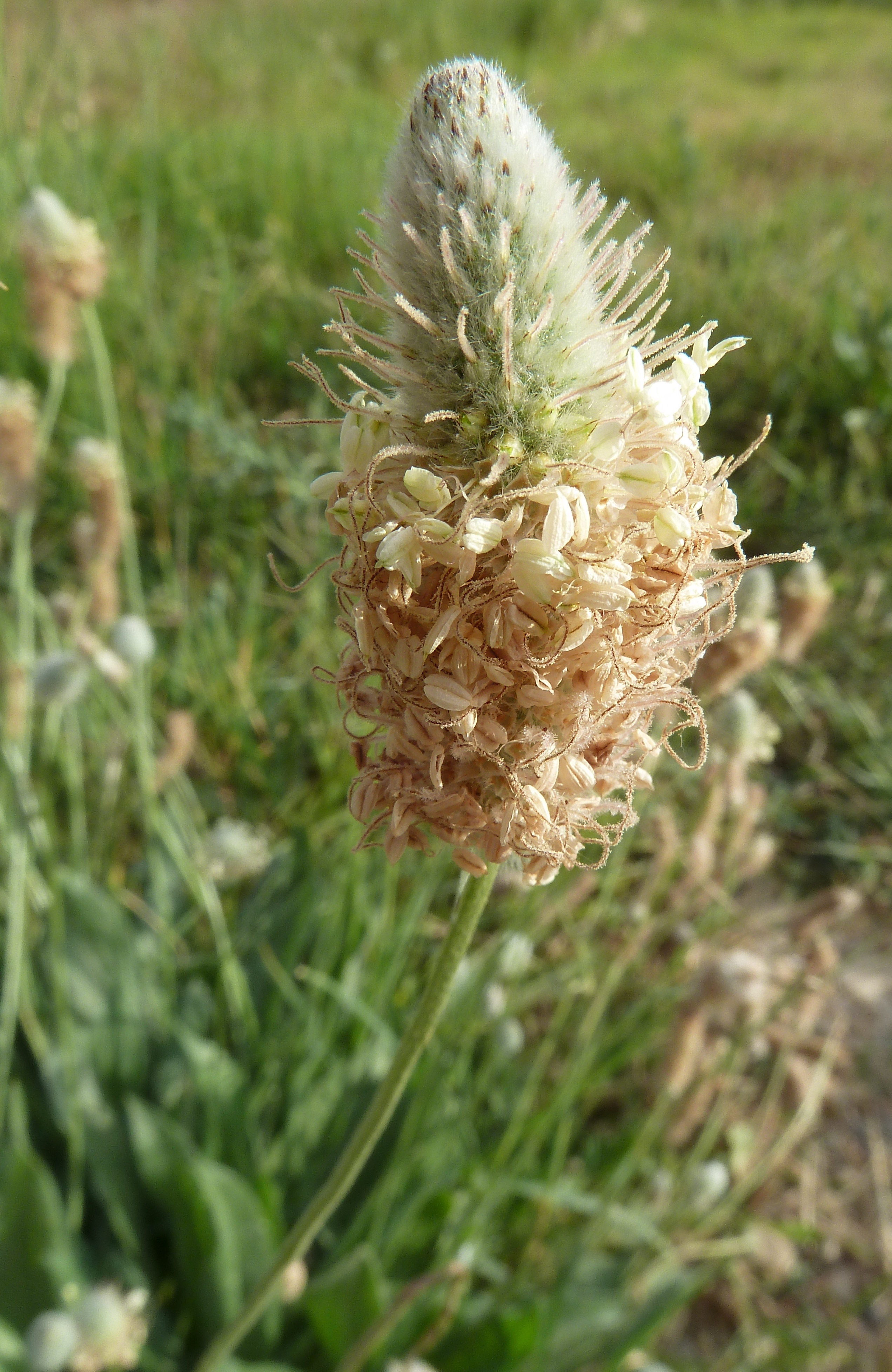
Plantago lagopus
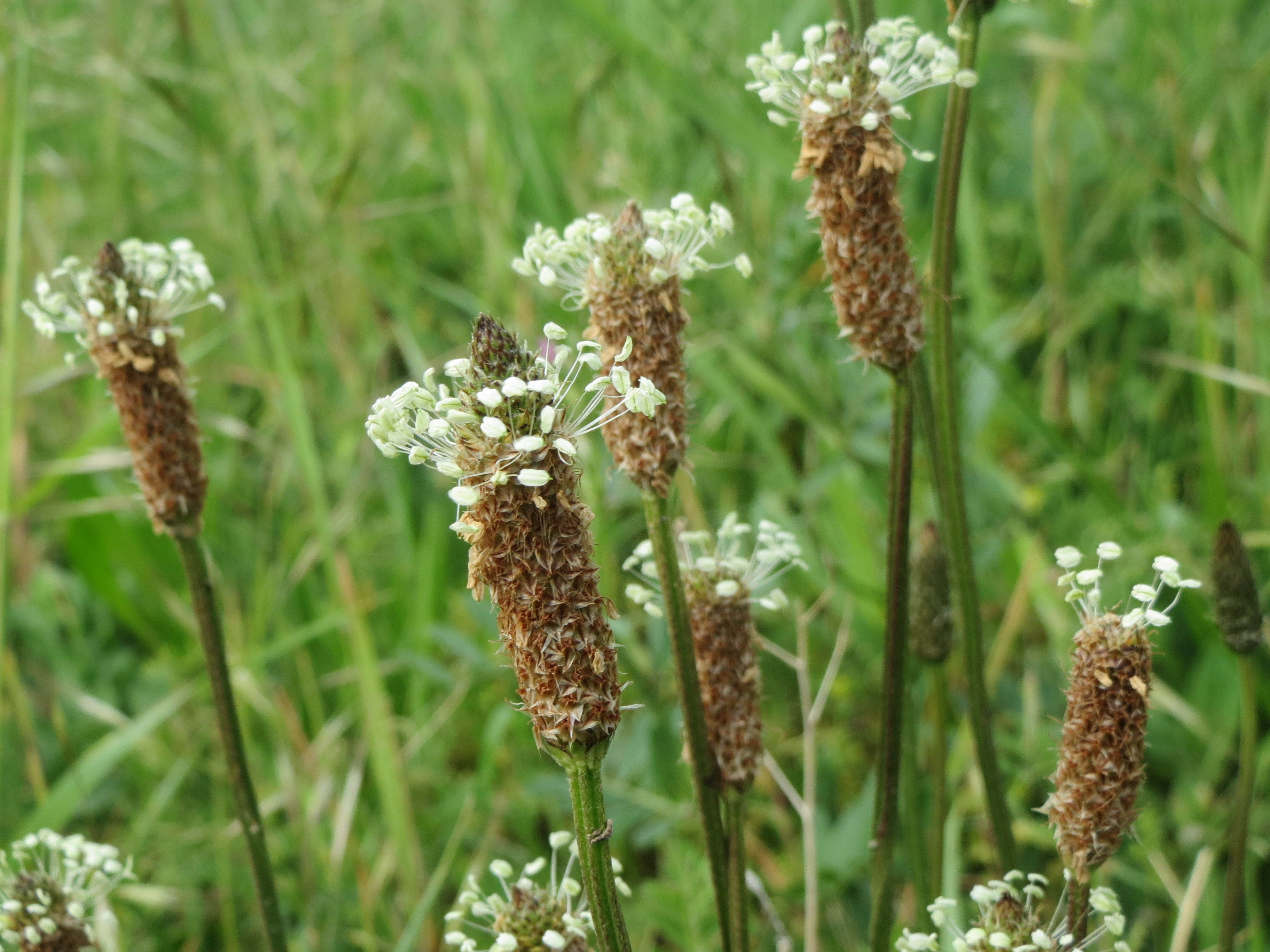
Plantago lanceolata

M
- Plantago macrocarpa Cham. & Schltdl., 1826
- Plantago macrorhiza Poir., 1789 - piantaggine a radice grossa
- Plantago major L., 1753 - piantaggine maggiore
- Plantago maritima L., 1753 - piantaggine delle argille
- Plantago maxima Juss. ex Jacq., 1787
- Plantago media L., 1753 - piantaggine pelosa
- Plantago melanochrous Pilg.
- Plantago mexicana Link, 1821
- Plantago minuta Pall., 1776
- Plantago monosperma Pourr., 1788
- Plantago muscicola Pilg.
- Plantago myosuros Lam., 1791

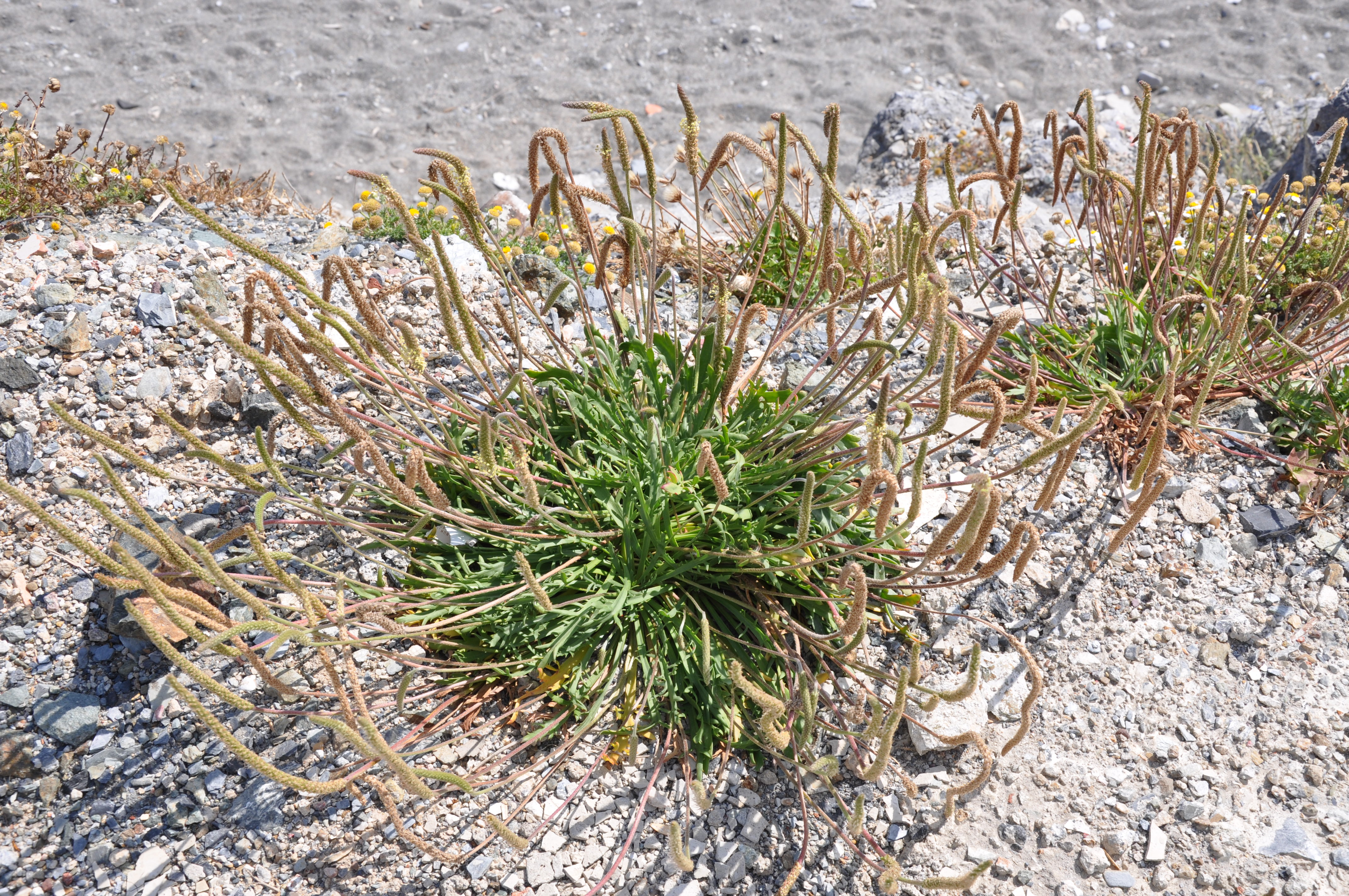
Plantago macrorrhiza
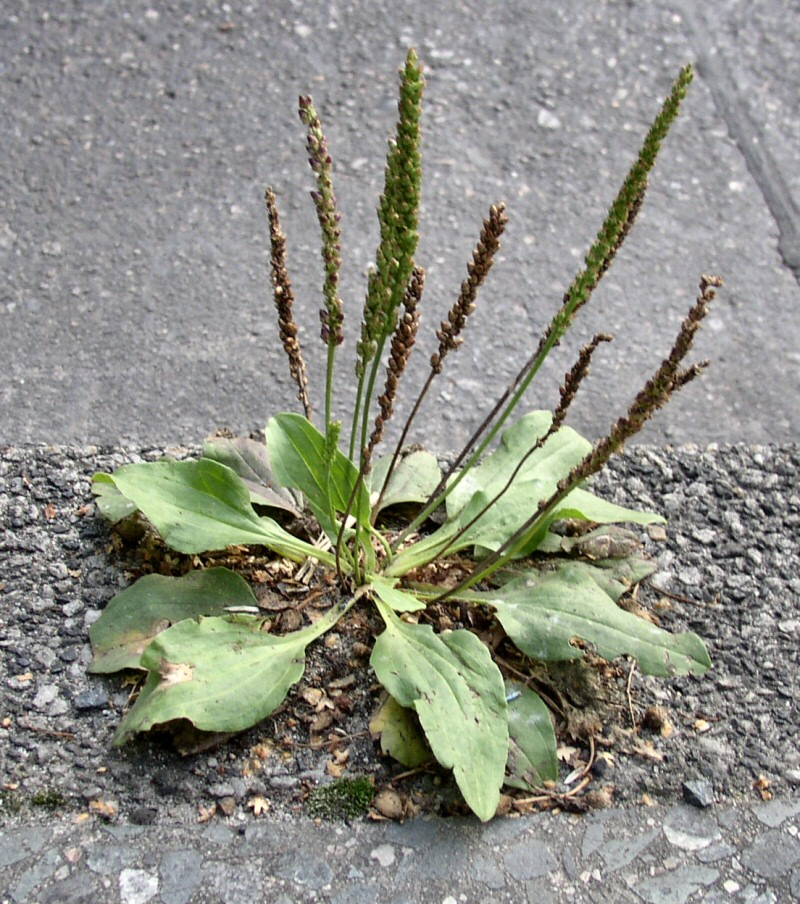
Plantago major
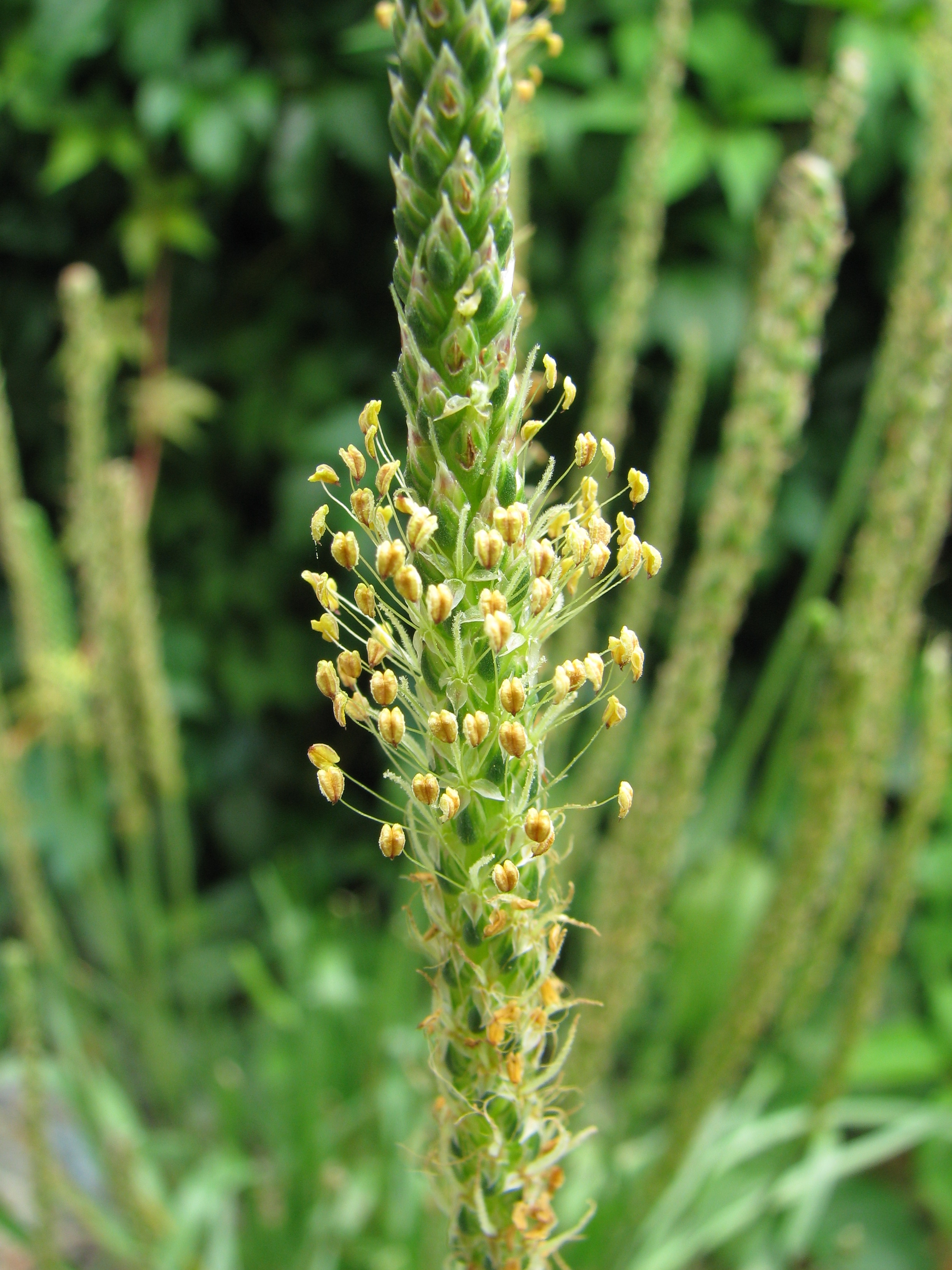
Plantago maritima
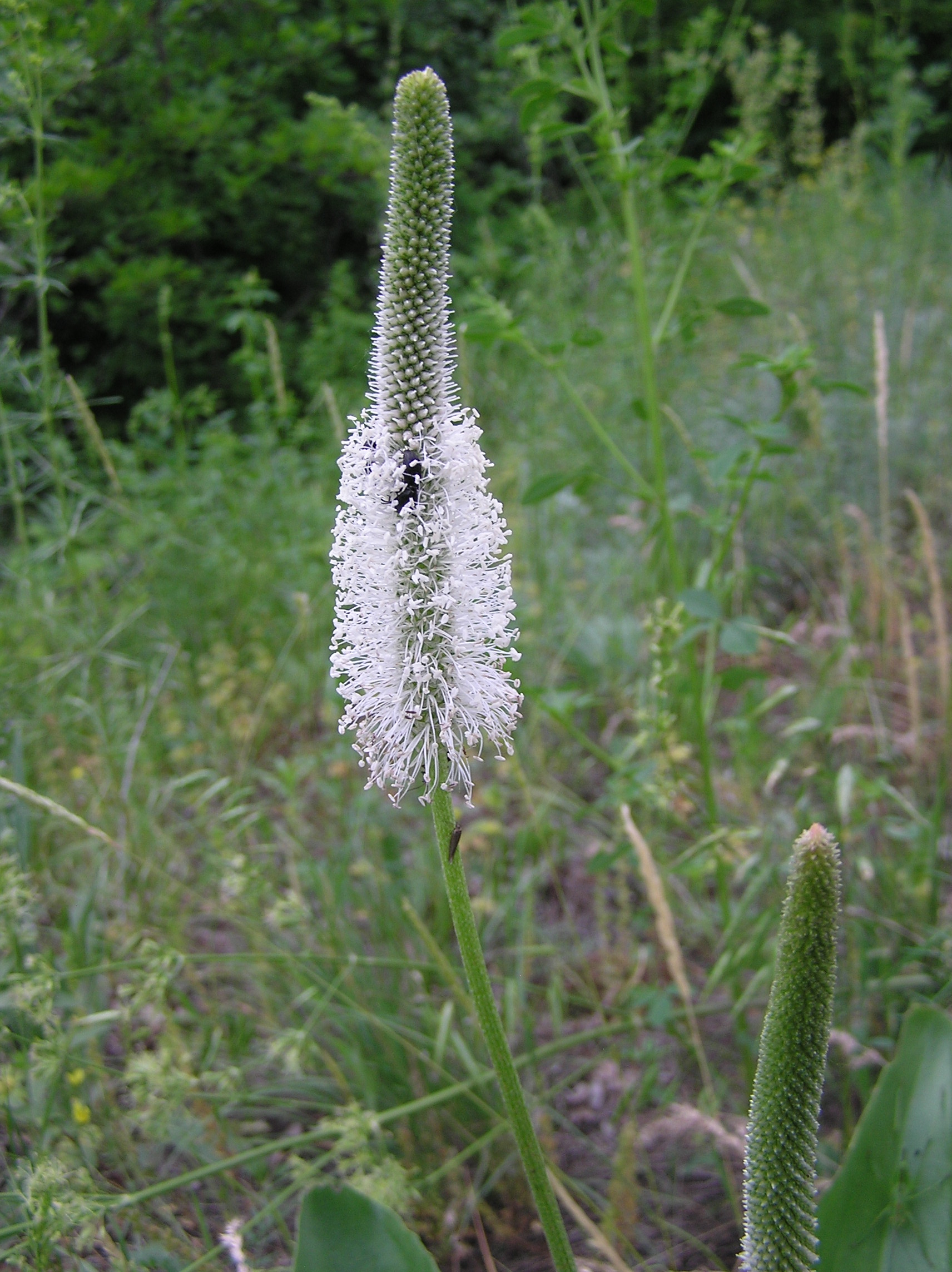
Plantago maxima
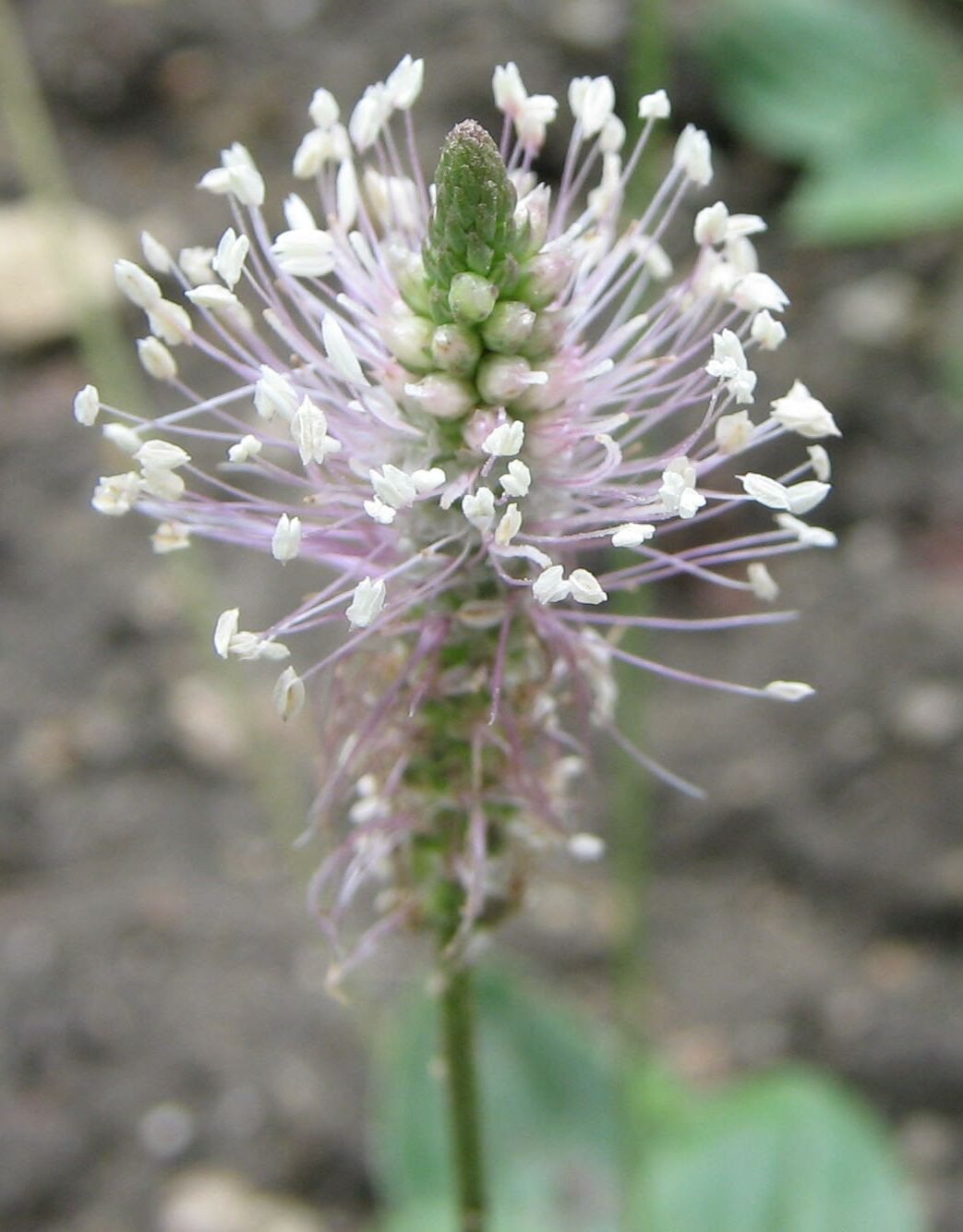
Plantago media
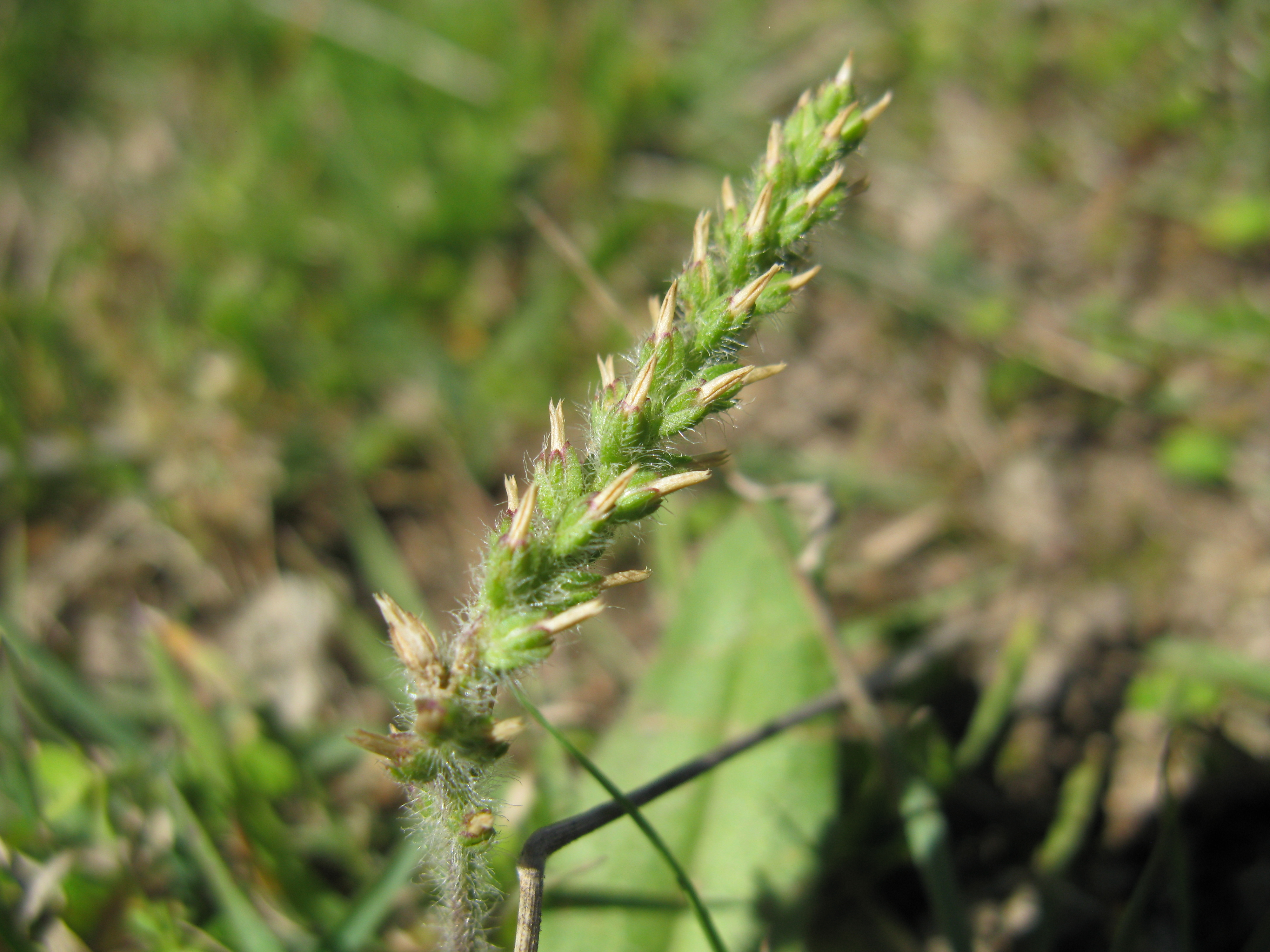
Plantago myosuros

N
- Plantago neumannii Opiz
- Plantago nivalis Boiss., 1841
- Plantago nivea Kunth, 1817
- Plantago notata Lag., 1816

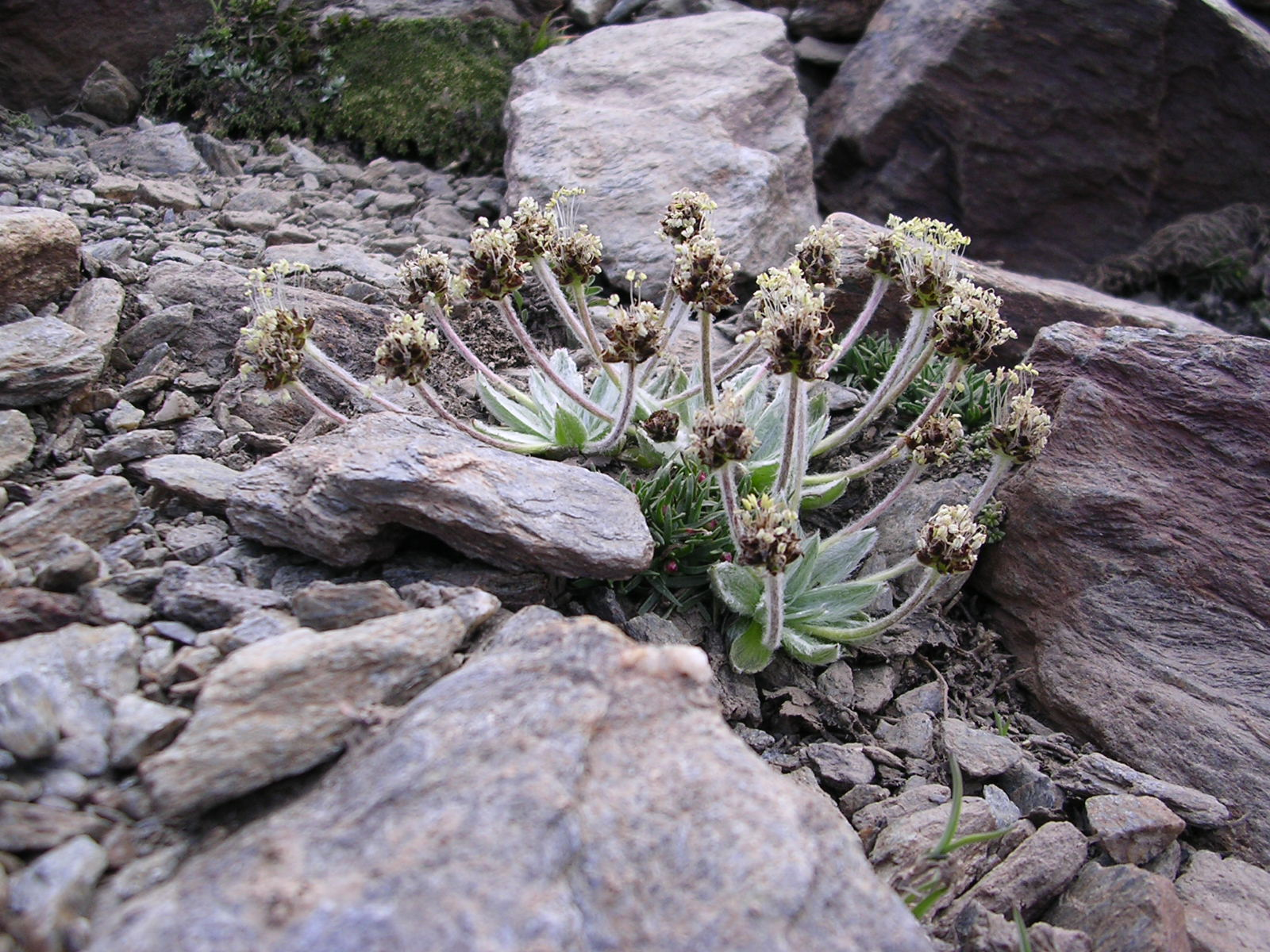
Plantago nivalis

O
- Plantago officinarum Crantz, 1766
- Plantago oliganthos Roem. & Schult., 1818
- Plantago orbignyana Steinh. ex Decne., 1852
- Plantago ovata Forssk., 1775

- Plantago ovata

P
- Plantago pachyneura Steud., 1849
- Plantago pachyphylla A.Gray
- Plantago palmata Hook.f., 1862
- Plantago patagonica Jacq., 1786
- Plantago penantha Griseb., 1879
- Plantago perssonii Pilg., 1937

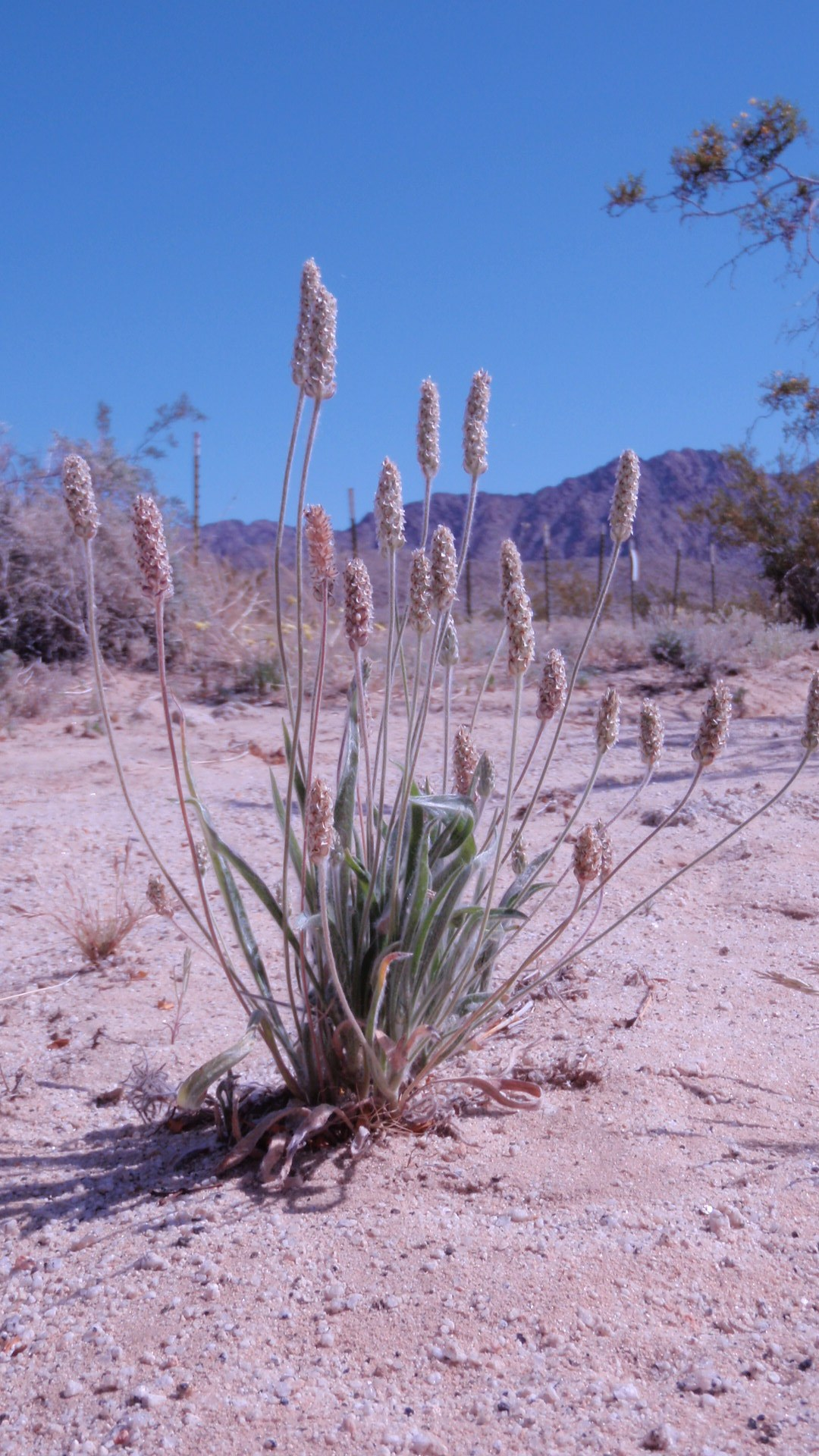
Plantago ovata

- Plantago phaeostoma Boiss. & Heldr., 1859
- Plantago polysperma Kar. & Kir., 1842
- Plantago princeps Cham. & Schltdl., 1826
- Plantago pulvinata Speg.
- Plantago pusilla Nutt., 1818
- Plantago pyrophila D. Villarroel & J.R.I. Wood, 2011

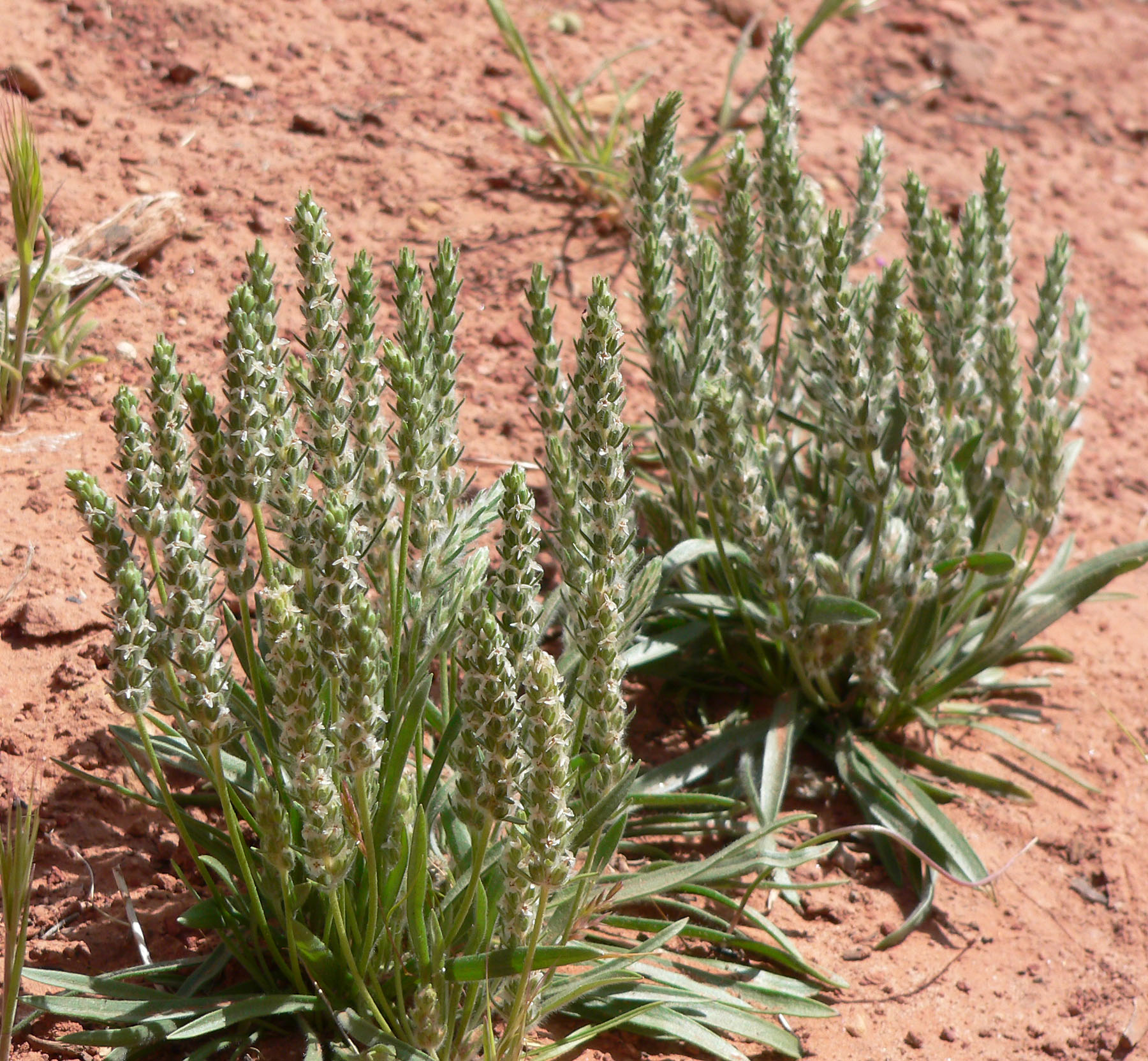
Plantago patagonica
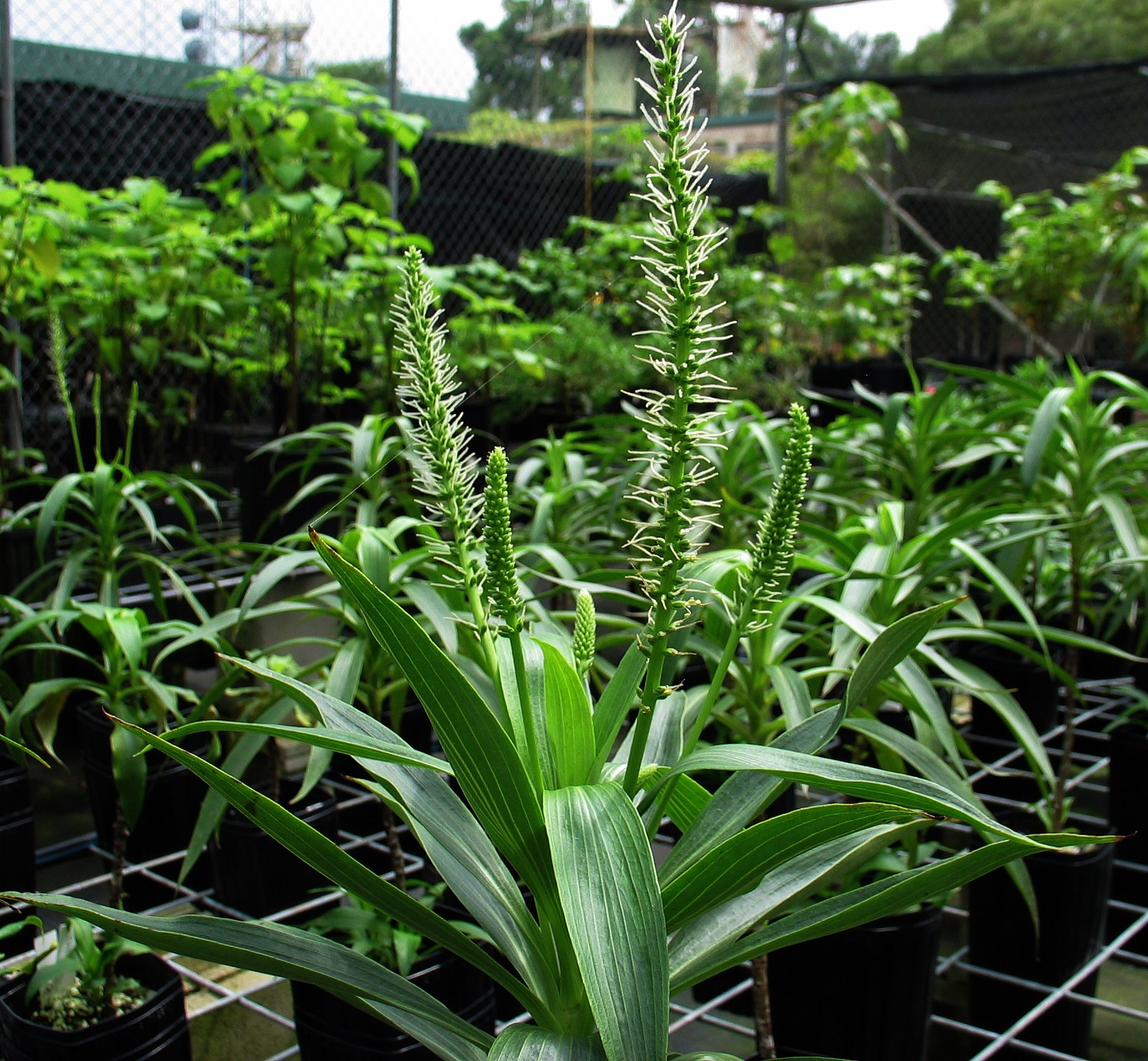
Plantago princeps

R
- Plantago rancaguae Steud.
- Plantago remota Lam.
- Plantago reniformis Beck, 1887
- Plantago rhodosperma Decne., 1852
- Plantago rigida Kunth,, 1818
- Plantago rugelii Decne., 1852

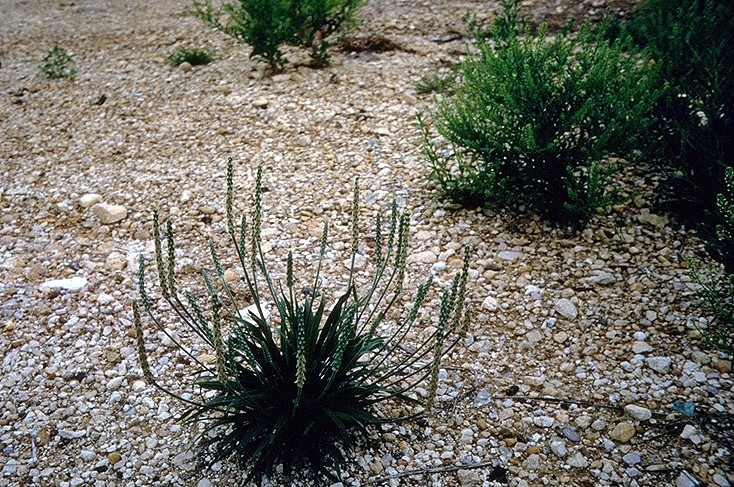
Plantago rhodosperma
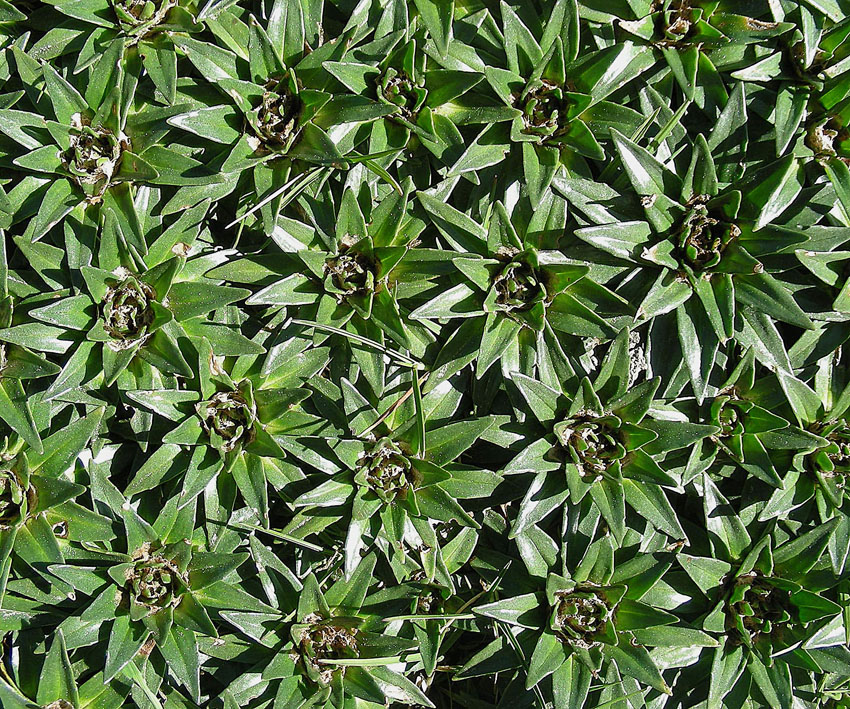
Plantago rigida
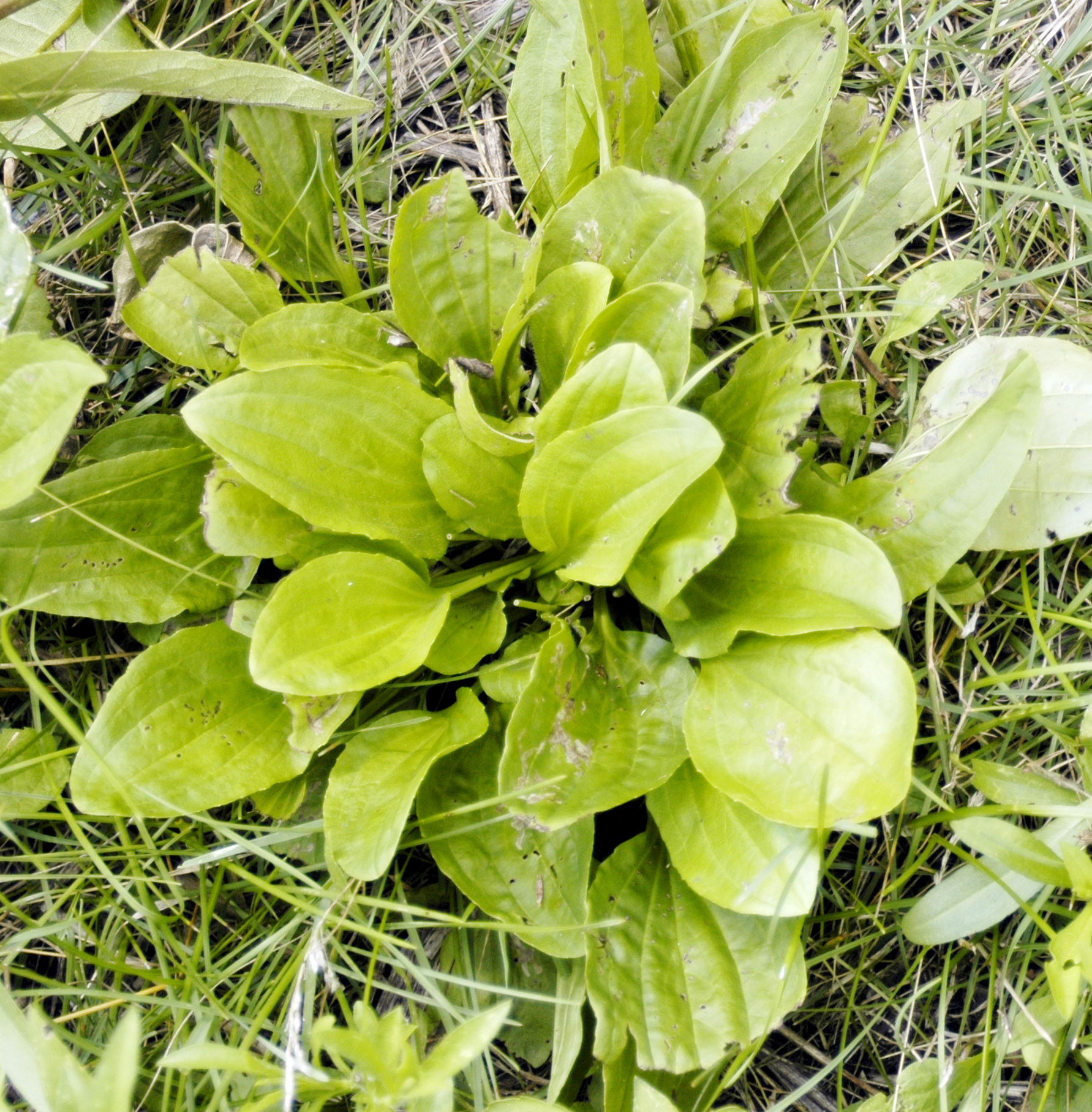
Plantago rugelii

S
- Plantago scabra Moench, 1794
- Plantago schrenkii C. Koch
- Plantago schwarzenbergiana Schur
- Plantago sempervirens Crantz, 1766 - piantaggine legnosa
- Plantago sempervivoides Dusén
- Plantago septata E. Morris, 1901
- Plantago sericea Ruiz & Pav., 1798
- Plantago serraria L., 1759 - piantaggine seghettata
- Plantago shastensis Greene, 1901
- Plantago sparsiflora Michx., 1803
- Plantago spinulosa Decne., 1852
- Plantago squalida Salisb.
- Plantago squarrosa Murray, 1782
- Plantago subnuda Pilg., 1912
- Plantago subpolaris Andrejev
- Plantago subulata L., 1753 - piantaggine a cuscinetto

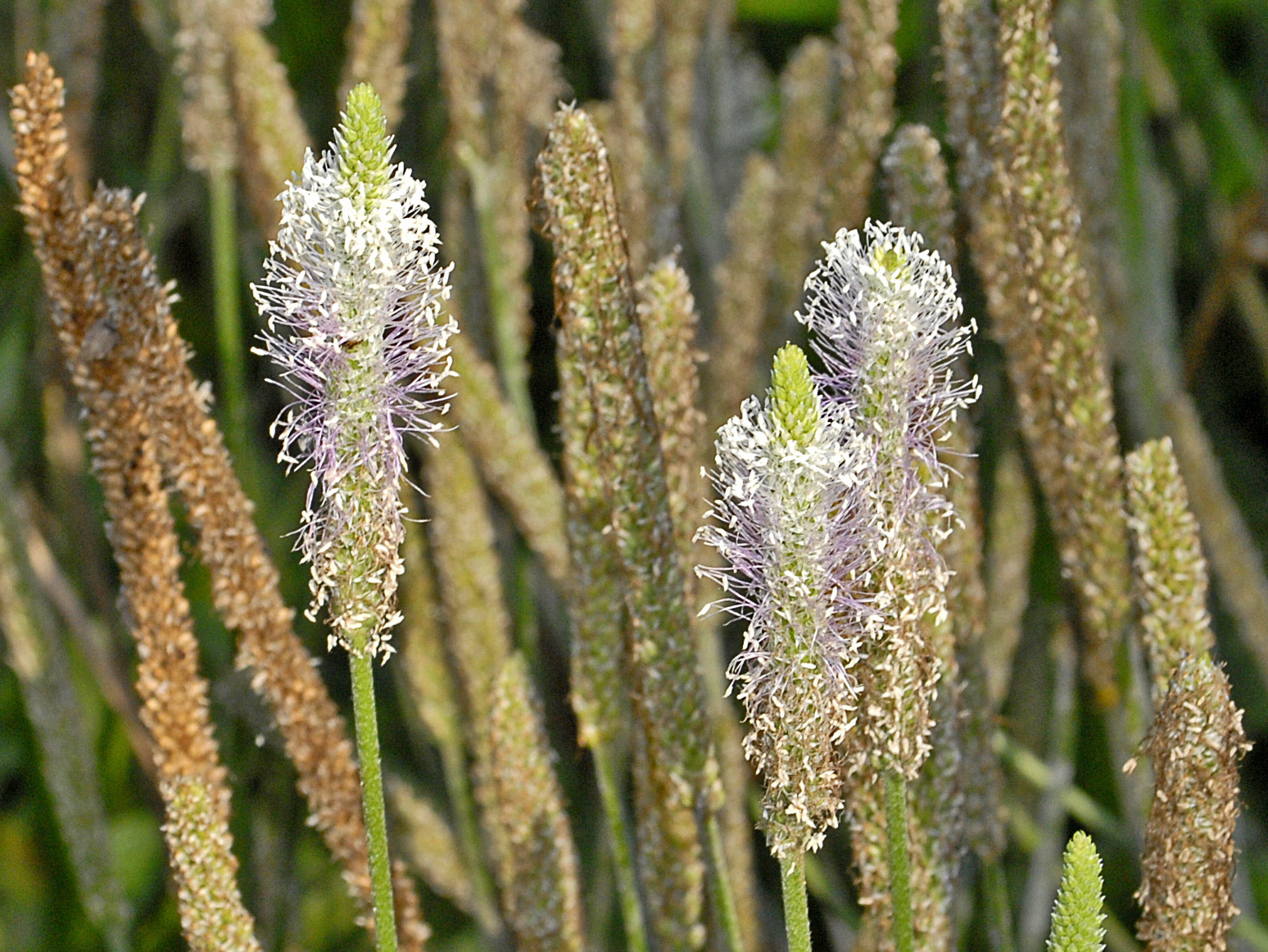
Plantago subulata
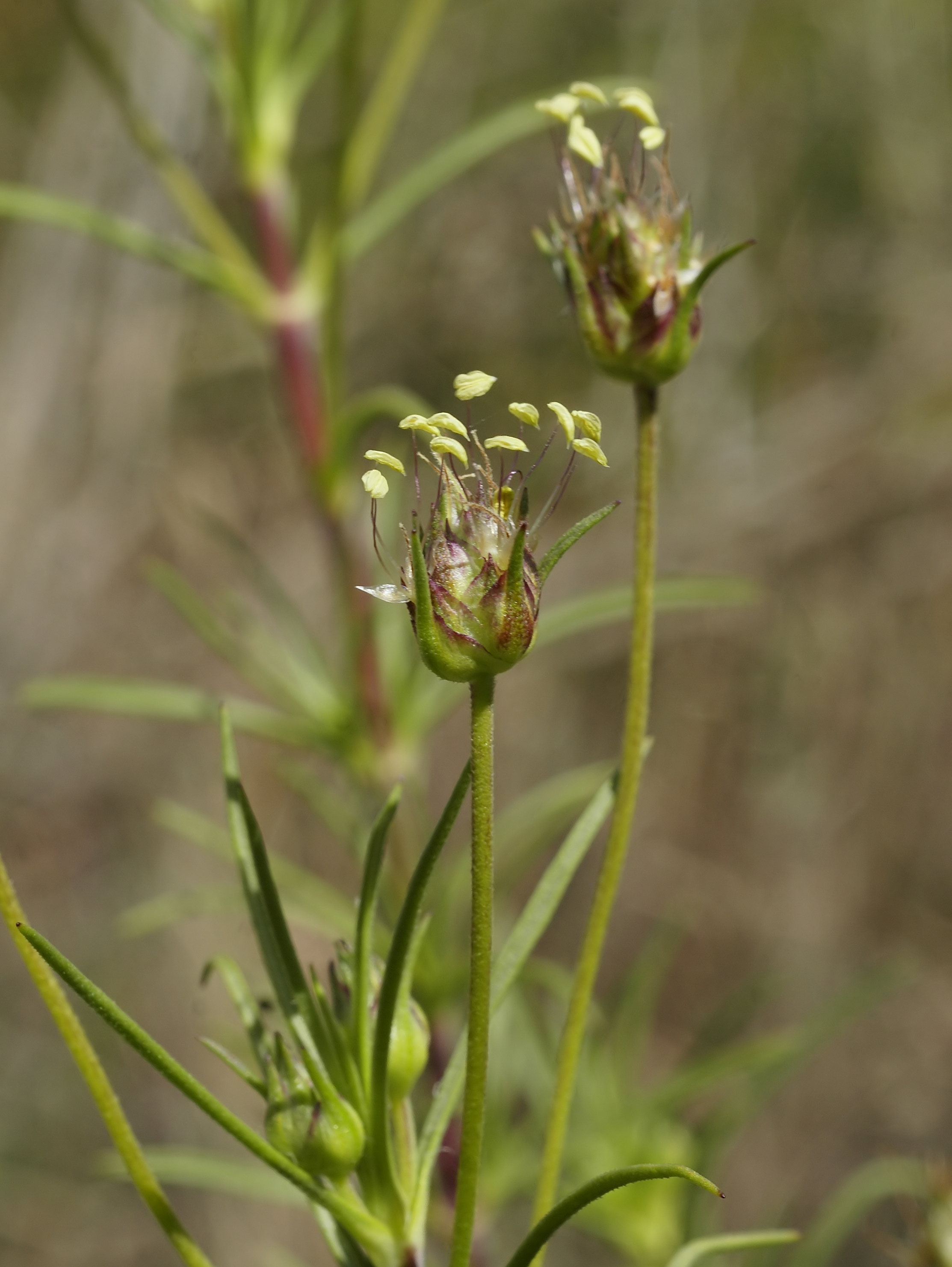
Plantago sempervirens
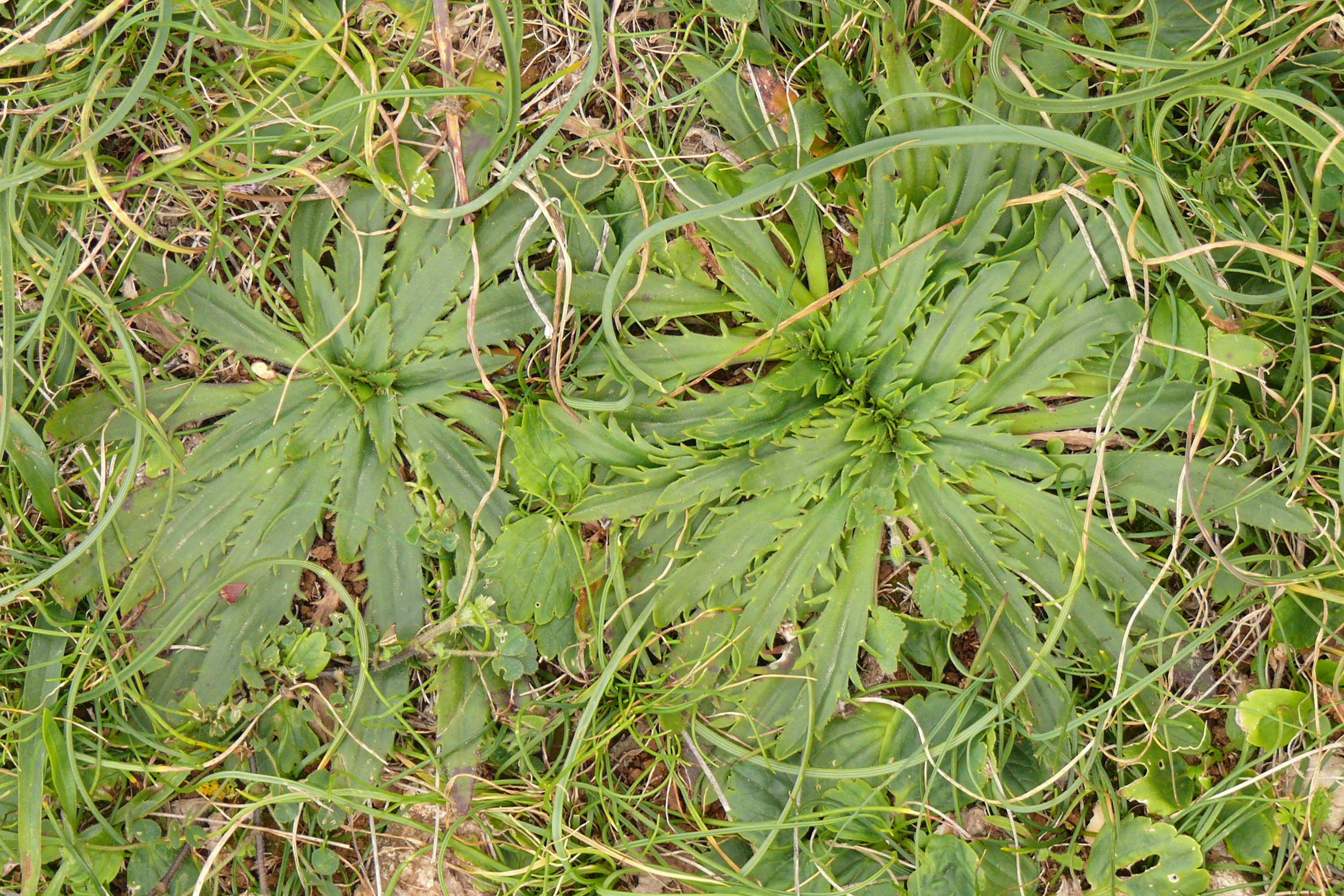
Plantago serraria
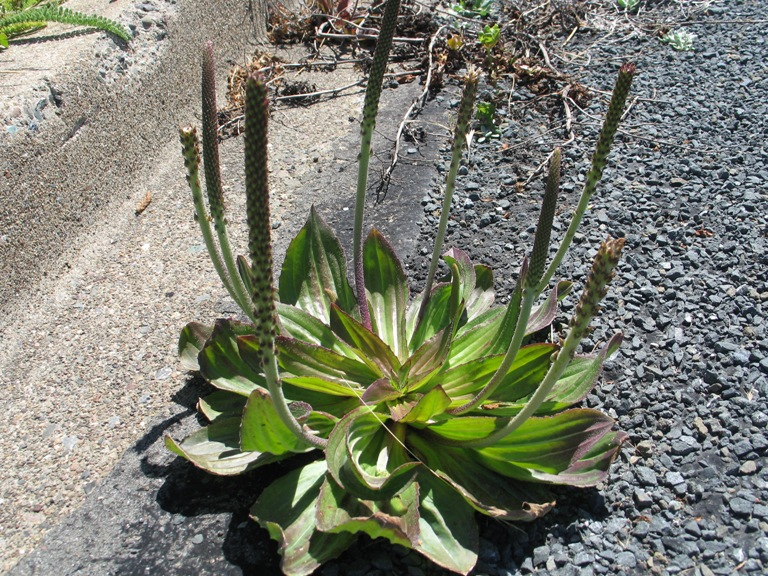
Plantago subnuda

T
- Plantago tacnensis Pilg., 1919
- Plantago tanalensis Baker, 1897
- Plantago tehuelcha Speg.
- Plantago tenuiflora Waldst. & Kit., 1800
- Plantago tolucensis Pilg., 1915
- Plantago tomentosa Lam., 1792
- Plantago truncata Cham. & Schltdl., 1826
- Plantago tubulosa Decne., 1852
- Plantago tweedyi A.Gray, 1886

U
- Plantago uniglumis Wallr. ex Walp.
- Plantago urvillei Opiz

V
- Plantago ventanensis Pilg., 1913
- Plantago virginica L., 1753

W
- Plantago weddelliana Decne., 1852
- Plantago weldenii Rchb., 1831
- Plantago wrightiana Decne., 1852

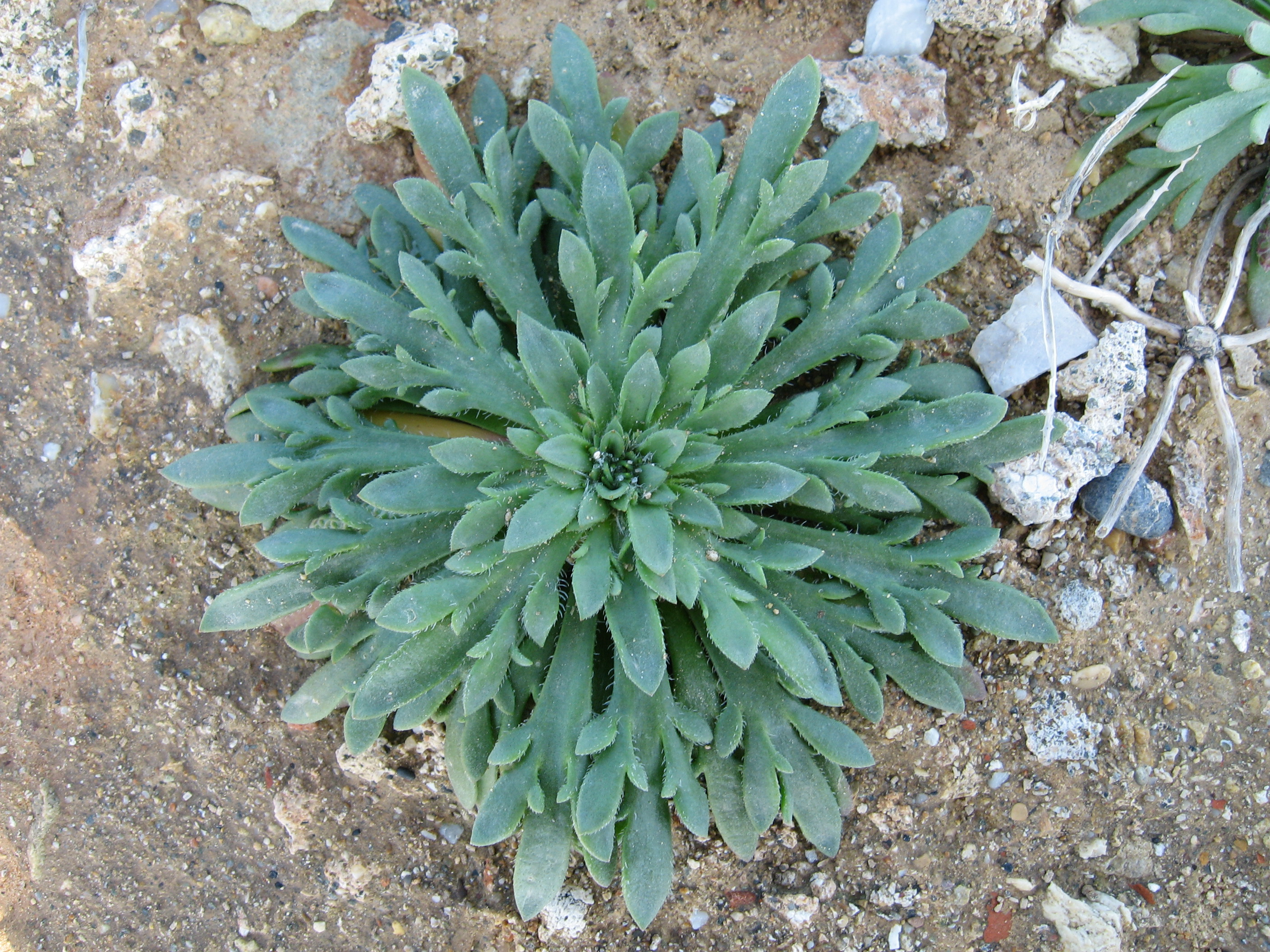
Plantago weldenii

X
- Plantago xorullensis Kunth, 1817

### Sinonimi
L'entità di questa voce ha avuto nel tempo diverse nomenclature. L'elenco seguente indica alcuni tra i sinonimi più frequenti:
- Asterogeum Gary, 1821
- Bougueria Decne., a836
- Littorella P. J. Bergius, 1768
- Psyllium Juss., 1789

## Proprietà
Il "Plantago" è uno dei test che vengono effettuati mediante Skin Prick Test.
Queste piante infatti possono essere causa di allergia.